# Počet lidí pobývajících ve vesmíru
Ve vesmíru v současnosti pobývá 10 lidí. Následující přehled shrnuje chronologický vývoj počtu lidí pobývajících ve vesmíru. Obsahuje orbitální lety všech astronautů a kosmonautů uvedených v Seznamu kosmonautů zúčastnivších se kosmických letů.

## Současný a rekordní počet lidí ve vesmíru
Od 9. srpna 2025, 15:33:20 UTC (17:33:20 SELČ, okamžik přistání mise SpaceX Crew-10, ve vesmíru pobývá celkem 10 lidí. Jsou jimi Sergej Ryžikov, Alexej Zubrickij, Jonathan Kim, Čchen Tung, Čchen Čung-žuej, Wang Ťie, Zena Cardmanová, Michael Fincke, Kimija Jui a Oleg Platonov. 
.Platným rekordním počtem lidí pobývajících současně ve vesmíru je 19, dosažen byl ve dnech 11. až 15. září 2024 a dosud nebyl vyrovnán.

## Vývoj rekordního počtu lidí ve vesmíru
Prvním člověkem ve vesmíru byl Jurij Gagarin při svém letu 12. dubna 1961. Dva lidé současně (ve dvou různých lodích Vostok 3 a Vostok 4) byli v kosmu mezi 12. a 15. srpnem 1962 a tři kosmonauti (v jedné lodi Voschod 1) ve dnech 12. a 13. října 1964.
Další rekord – 4 lidi – ustavili američtí astronauti společným letem dvou lodí (Gemini 7 a Gemini 6A) ve dnech 15. a 16. prosince 1965, sovětští kosmonauti ho pak vyrovnali mezi 15. a 17. lednem 1969 a současně poprvé na oběžné dráze proměnili posádky – 2 kosmonauti ze Sojuzu 5 přistáli v Sojuzu 4.
Hned dva další rekordy připadly Sovětskému svazu díky společnému letu tří lodí. Nejprve Sojuz 7 se třemi lidmi na palubě 12. října 1969 vytvořil formaci se Sojuzem 6, který odstartoval o den dříve s dvoučlennou posádkou. Dvě souběžně letící lodě s pěti kosmonauty pak o další den později doplnil Sojuz 8 s dvěma lidmi, takže od 13. do 16. října 1969 ve vesmíru pobývalo celkem 7 osob.
Osm lidí současně bylo ve vesmíru poprvé mezi 8. a 11. únorem 1984, kdy k pětičlenné posádce mise STS-41-B raketoplánu Challenger přibyli tři kosmonauti v Sojuzu T-10 na cestě ke stanici Saljut 7. A už o dva měsíce později – od 6. do 11. dubna – se rekord zvýšil hned o 3 na 11 lidí. Nezávisle na plně obsazeném Saljutu 7 s dvěma trojčlennými posádkami lodí Sojuz T-10 a Sojuz T-11 na oběžné dráze pobýval opět raketoplán Challenger s pěti astronauty mise STS-41-C.
Na 12 osob se rekordní počet lidí v kosmu rozrostl ve dnech 2. až 10. prosince 1990. K raketoplánu Columbia se sedmičlennou posádkou mise STS-35 a dvěma kosmonautům ze Sojuzu TM-10 připojeného ke stanici Mir přibyl Sojuz TM-11 se třemi kosmonauty, také na cestě k Miru.
Na 13 lidí současně pobývajících ve vesmíru se rekord zvýšil ve dnech od 14. do 18. března 1995, kdy k 7 astronautům mise STS-67 raketoplánu Endeavour a 3 kosmonautům připojeným s lodí Sojuz TM-20 ke stanici Mir přibyla tříčlenná posádka lodi Sojuz TM-21, která také mířila k Miru. Tento rekord vydržel dlouhých 26 a půl roku. 
Rekordní pobyt 14 osob byl ustaven 16. září 2021, kdy k 7 lidem na ISS (posádky lodí Sojuz MS-18 a SpaceX Crew-2) a 3 lidem v čínské lodi Šen-čou 12, přibyli 4 neprofesionální astronauti v lodi Inspjration4 na samostatném letu. Rekordní počet 14 lidí na oběžné dráze trval pouhých 29 hodin a skončil s přistáním čínské lodi, ale byl od té doby již několikrát vyrovnán a také poměrně brzy – za pouhých 20 měsíců – překonán. 
Dosažení rekordních 17 lidí současně pobývajících ve vesmíru si vyžádalo společnou přítomnosti 2 plně obsazených Crew Dragonů dvou posádek lodí Šen-čou a jednoho Sojuzu. Desítka astronautů a kosmonautů v dlouhodobých posádkách TSS (z lodi Šen-čou 15) a ISS (z lodí SpaceX Crew-6 a Sojuz MS-22, resp. po náhradě poškozené lodi Sojuz MS-23) byla nejprve 21. května 2023 doplněna čtyřmi astronauty z posádky Axiom Mission 2, kteří na několik dní zavítali na ISS, a 30. května se k TSS vydali 3 čínští kosmonauti, čímž byl ustaven nový rekordní počet. Ani tentokrát však neměl dlouhého trvání, necelých 26 hodin, protože už 31. května se od ISS odpojila a na Zemi přistála posádka Axiom Mission 2. 
Platný rekord 19 lidí byl vytvořen ve dnech 11. až 15. září 2024 v unikátní situací, kdy ve vesmíru bylo celkem 6 posádek, ale jen 5 lodí. Na ISS byla standardní sedmičlenná posádka Expedice 71, která se chystala na konec mise a odlet ve svých lodích Sojuz MS-25 a SpaceX Crew-8. Současně ale na stanici byli 2 američtí astronauti, kteří přiletěli v červnu 2024 v lodi Starliner na testovací misí Boeing Crew Flight Test, ale jejichž loď kvůli nejisté kondici odletěla počátkem září 2024 na Zemi bez posádky. Tři čínští kosmonauti až několik měsíců žili na Vesmírné stanici Tchien-kung, kam je dopravila Šen-čou 18 v dubnu 2024. A zbylých 7 lidí přibylo na oběžnou dráhu 10 a 11. září – nejprve odstartoval kvartet komerčních astronautů na soukromé misi Polaris Dawn a o den později se k ISS vydala první, tříčlenná část posádky pro nadcházející dlouhodobou Expedici 72. Zajímavostí je, že všech 19 lidí ve vesmíru neslo pouze 3 národní vlajky -- americkou (11), ruskou (5) a čínskou (3). 

## Další zajímavosti
Zatím posledním časovým úsekem, kdy mimo Zemi nepobýval ani jeden člověk, byl týden od 24. do 31. října 2000, mezi přistáním raketoplánu Discovery při letu STS-92 a startem Sojuzu TM-31, který dopravil první stálou misi na Mezinárodní vesmírnou stanici (ISS). Od 31. října 2000 je tak ISS obsazena lidskou posádkou nepřetržitě již více než 20 let.
První okamžik, kdy se ve vesmíru potkaly lodě z obou obou zemí, které provozovaly pilotované lety (SSSR a USA), nastal v prosinci 1973, kdy kolem Země současně, ale nezávisle na sobě, obíhalo Apollo SL-4 (připojené ke stanici Skylab) a Sojuz 13. Další příležitost už byla doslova společným letem Apollo-Sojuz 19 v červenci 1975. Raketoplány Space Shuttle pak sdílely vesmír s ruskými loděmi Sojuz během velké části svých letů, počínaje prvním startem mise STS-1 v dubnu 1981.
První lodí z Číny, třetí země vysílající pilotované mise, která ve vesmíru byla společně s některým americkým strojem, byla mise Šen-čou 12 v létě 2021 – po celou dobu jejího tříměsíčního letu k čínské stanici TSS byla k Mezinárodní vesmírné stanici připojena loď Crew Dragon na misi SpaceX Crew-2, těsně před návratem čínské lodi na Zemi pak dokonce odstartovala druhá americká loď na misi Inspiration4. Naopak s ruskými Sojuzy se čínské lodi potkávají od počátku – nejméně jedna ruská loď byla na oběžné dráze při každém letu lodi Šen-čou s posádkou.

## Detailní přehled vývoje počtu lidí pobývajících ve vesmíru
V tabulce jsou chronologicky seřazeny starty a přistání pilotovaných orbitálních letů a počet a jména osob, které od uvedeného dne pobývaly v kosmu. Číslo v závorce za jménem kosmonauta/astronauta uvádí, o kolikátý let v pořadí jeho letů se jedná. Tabulka je sestavena z údajů o jednotlivých misích.

### 1961–1970
| datum změny        | změna    | mise            | počet lidí | lidé pobývající ve vesmíru po uskutečnění změny |
| ------------------ | -------- | --------------- | ---------- | --- |
| 12. dubna 1961     | start    | Vostok 1        | 1          | Jurij Gagarin (1) |
| 12. dubna 1961     | přistání | Vostok 1        | 0          | |
| 6. srpna 1961      | start    | Vostok 2        | 1          | German Titov (1) |
| 7. srpna 1961      | přistání | Vostok 2        | 0          | |
| 20. února 1962     | start    | Mercury-Atlas 6 | 1          | John Glenn (1) |
| 20. února 1962     | přistání | Mercury-Atlas 6 | 0          | |
| 24. května 1962    | start    | Mercury-Atlas 7 | 1          | Scott Carpenter (1) |
| 24. května 1962    | přistání | Mercury-Atlas 7 | 0          | |
| 11. srpna 1962     | start    | Vostok 3        | 1          | Andrijan Nikolajev (1) |
| 12. srpna 1962     | start    | Vostok 4        | 2          | Andrijan Nikolajev (1), Pavel Popovič (1) |
| 15. srpna 1962     | přistání | Vostok 3        | 1          | Pavel Popovič (1) |
| 15. srpna 1962     | přistání | Vostok 4        | 0          | |
| 3. října 1962      | start    | Mercury-Atlas 8 | 1          | Wally Schirra (1) |
| 3. října 1962      | přistání | Mercury-Atlas 8 | 0          | |
| 15. května 1963    | start    | Mercury-Atlas 9 | 1          | Gordon Cooper (1) |
| 16. května 1963    | přistání | Mercury-Atlas 9 | 0          | |
| 14. června 1963    | start    | Vostok 5        | 1          | Valerij Bykovskij (1) |
| 16. června 1963    | start    | Vostok 6        | 2          | Valerij Bykovskij (1), Valentina Těreškovová (1) |
| 19. června 1963    | přistání | Vostok 6        | 1          | Valerij Bykovskij (1) |
| 19. června 1963    | přistání | Vostok 5        | 0          | |
| 12. října 1964     | start    | Voschod 1       | 3          | Vladimir Komarov (1), Konstantin Feoktisov (1), Boris Jegorov (1)                                                                                      |
| 13. října 1964     | přistání | Voschod 1       | 0          | |
| 18. března 1965    | start    | Voschod 2       | 2          | Pavel Běljajev (1), Alexej Leonov (1) |
| 19. března 1965    | přistání | Voschod 2       | 0          | |
| 23. března 1965    | start    | Gemini 3        | 2          | Virgil Grissom (1), John Young (1) |
| 23. března 1965    | přistání | Gemini 3        | 0          | |
| 3. června 1965     | start    | Gemini 4        | 2          | James McDivitt (1), Edward White (1) |
| 7. června 1965     | přistání | Gemini 4        | 0          | |
| 21. srpna 1965     | start    | Gemini 5        | 2          | Gordon Cooper (2), Charles Conrad (1) |
| 29. srpna 1965     | přistání | Gemini 5        | 0          | |
| 4. prosince 1965   | start    | Gemini 7        | 2          | Frank Borman (1), James Lovell (1) |
| 15. prosince 1965  | start    | Gemini 6A       | 4          | Frank Borman (1), James Lovell (1), Wally Schirra (2), Thomas Stafford (1)                                                                             |
| 16. prosince 1965  | přistání | Gemini 6A       | 2          | Frank Borman (1), James Lovell (1) |
| 18. prosince 1965  | přistání | Gemini 7        | 0          | |
| 16. března 1966    | start    | Gemini 8        | 2          | Neil Armstrong (1), David Scott (1) |
| 17. března 1966    | přistání | Gemini 8        | 0          | |
| 3. června 1966     | start    | Gemini 9        | 2          | Thomas Stafford (2), Eugene Cernan (1) |
| 6. června 1966     | přistání | Gemini 9        | 0          | |
| 18. července 1966  | start    | Gemini 10       | 2          | John Young (2), Michael Collins (1) |
| 21. července 1966  | přistání | Gemini 10       | 0          | |
| 12. září 1966      | start    | Gemini 11       | 2          | Charles Conrad (2), Richard Gordon (1) |
| 15. září 1966      | přistání | Gemini 11       | 0          | |
| 11. listopadu 1966 | start    | Gemini 12       | 2          | James Lovell (2), Buzz Aldrin (1) |
| 15. listopadu 1966 | přistání | Gemini 12       | 0          | |
| 23. dubna 1967     | start    | Sojuz 1         | 1          | Vladimir Komarov (2) |
| 24. dubna 1967     | přistání | Sojuz 1         | 0          | |
| 11. října 1968     | start    | Apollo 7        | 3          | Wally Schirra (3), Donn Eisele (1), Walter Cunningham (1)                                                                                              |
| 22. října 1968     | přistání | Apollo 7        | 0          | |
| 26. října 1968     | start    | Sojuz 3         | 1          | Georgij Beregovoj (1) |
| 30. října 1968     | přistání | Sojuz 3         | 0          | |
| 21. prosince 1968  | start    | Apollo 8        | 3          | Frank Borman (2), James Lovell (3), William Anders (1)                                                                                                 |
| 27. prosince 1968  | přistání | Apollo 8        | 0          | |
| 14. ledna 1969     | start    | Sojuz 4         | 1          | Vladimir Šatalov (1) |
| 15. ledna 1969     | start    | Sojuz 5         | 4          | Vladimir Šatalov (1), Boris Volynov (1), Alexej Jelisejev (1), Jevgenij Chrunov (1)                                                                    |
| 17. ledna 1969     | přistání | Sojuz 4         | 1          | Boris Volynov (1) |
| 18. ledna 1969     | přistání | Sojuz 5         | 0          | |
| 3. března 1969     | start    | Apollo 9        | 3          | James McDivitt (2), David Scott (2), Russell Schweickart (1)                                                                                           |
| 13. března 1969    | přistání | Apollo 9        | 0          | |
| 18. května 1969    | start    | Apollo 10       | 3          | Thomas Stafford (3), John Young (3), Eugene Cernan (2)                                                                                                 |
| 26. května 1969    | přistání | Apollo 10       | 0          | |
| 16. července 1969  | start    | Apollo 11       | 3          | Neil Armstrong (2), Michael Collins (2), Buzz Aldrin (2)                                                                                               |
| 24. července 1969  | přistání | Apollo 11       | 0          | |
| 11. října 1969     | start    | Sojuz 6         | 2          | Georgij Šonin (1), Valerij Kubasov (1) |
| 12. října 1969     | start    | Sojuz 7         | 5          | Georgij Šonin (1), Valerij Kubasov (1), Anatolij Filipčenko (1), Vladislav Volkov (1), Viktor Gorbatko (1)                                             |
| 13. října 1969     | start    | Sojuz 8         | 7          | Georgij Šonin (1), Valerij Kubasov (1), Anatolij Filipčenko (1), Vladislav Volkov (1), Viktor Gorbatko (1), Vladimir Šatalov (2), Alexej Jelisejev (2) |
| 16. října 1969     | přistání | Sojuz 6         | 5          | Anatolij Filipčenko (1), Vladislav Volkov (1), Viktor Gorbatko (1), Vladimir Šatalov (2), Alexej Jelisejev (2)                                         |
| 17. října 1969     | přistání | Sojuz 7         | 2          | Vladimir Šatalov (2), Alexej Jelisejev (2) |
| 18. října 1969     | přistání | Sojuz 8         | 0          | |
| 14. listopadu 1969 | start    | Apollo 12       | 3          | Charles Conrad (3), Richard Gordon (2), Alan Bean (1)                                                                                                  |
| 24. listopadu 1969 | přistání | Apollo 12       | 0          | |
| 11. dubna 1970     | start    | Apollo 13       | 3          | James Lovell (4), John Swigert (1), Fred Haise (1) |
| 17. dubna 1970     | přistání | Apollo 13       | 0          | |
| 1. června 1970     | start    | Sojuz 9         | 2          | Andrijan Nikolajev (2), Vitalij Sevasťjanov (1) |
| 19. června 1970    | přistání | Sojuz 9         | 0          | |

### 1971–1980
| datum změny        | změna    | mise                 | počet lidí | lidé pobývající ve vesmíru po uskutečnění změny                                                                                             |
| ------------------ | -------- | -------------------- | ---------- | --- |
| 31. ledna 1971     | start    | Apollo 14            | 3          | Alan Shephard (1), Stuart Roosa (1), Edgar Mitchell (1)                                                                                     |
| 9. února 1971      | přistání | Apollo 14            | 0          | |
| 22. dubna 1971     | start    | Sojuz 10 [Saljut 1]  | 3          | Vladimir Šatalov (3), Alexej Jelisejev (3), Nikolaj Rukavišnikov (1)                                                                        |
| 24. dubna 1971     | přistání | Sojuz 10 [Saljut 1]  | 0          | |
| 6. června 1971     | start    | Sojuz 11 [Saljut 1]  | 3          | Georgij Dobrovolskij (1), Vladislav Volkov (2), Viktor Pacajev (1)                                                                          |
| 29. června 1971    | přistání | Sojuz 11 [Saljut 1]  | 0          | |
| 26. července 1971  | start    | Apollo 15            | 3          | David Scott (3), Alfred Worden (1), James Irwin (1)                                                                                         |
| 7. srpna 1971      | přistání | Apollo 15            | 0          | |
| 16. dubna 1972     | start    | Apollo 16            | 3          | John Young (4), Thomas Mattingly (1), Charles Duke (1)                                                                                      |
| 27. dubna 1972     | přistání | Apollo 16            | 0          | |
| 7. prosince 1972   | start    | Apollo 17            | 3          | Eugene Cernan (3), Ronald Evans (1), Harrison Schmitt (1)                                                                                   |
| 19. prosince 1972  | přistání | Apollo 17            | 0          | |
| 25. května 1973    | start    | Apollo SL 2 [Skylab] | 3          | Charles Conrad (4), Paul Weitz (1), Joseph Kerwin (1)                                                                                       |
| 22. června 1973    | přistání | Apollo SL 2 [Skylab] | 0          | |
| 28. července 1973  | start    | Apollo SL 3 [Skylab] | 3          | Alan Bean (2), Jack Lousma (1), Owen Garriott (1)                                                                                           |
| 25. září 1973      | přistání | Apollo SL 3 [Skylab] | 0          | |
| 27. září 1973      | start    | Sojuz 12             | 2          | Vasilij Lazarev (1), Oleg Makarov (1) |
| 29. září 1973      | přistání | Sojuz 12             | 0          | |
| 16. listopadu 1973 | start    | Apollo SL 4 [Skylab] | 3          | Gerald Carr (1), William Pogue (1), Edward Gibson (1)                                                                                       |
| 18. prosince 1973  | start    | Sojuz 13             | 5          | Gerald Carr (1), William Pogue (1), Edward Gibson (1), Pjotr Klimuk (1), Valentin Lebeděv (1)                                               |
| 26. prosince 1973  | přistání | Sojuz 13             | 3          | Gerald Carr (1), William Pogue (1), Edward Gibson (1)                                                                                       |
| 8. února 1974      | přistání | Apollo SL 4 [Skylab] | 0          | |
| 3. července 1974   | start    | Sojuz 14 [Saljut 3]  | 2          | Pavel Popovič (2), Jurij Arťuchin (1) |
| 19. července 1974  | přistání | Sojuz 14 [Saljut 3]  | 0          | |
| 26. srpna 1974     | start    | Sojuz 15             | 2          | Gennadij Sarafanov (1), Lev Ďomin (1) |
| 28. srpna 1974     | přistání | Sojuz 15             | 0          | |
| 2. prosince 1974   | start    | Sojuz 16             | 2          | Anatolij Filipčenko (2), Nikolaj Rukavišnikov (2)                                                                                           |
| 8. prosince 1974   | přistání | Sojuz 16             | 0          | |
| 10. ledna 1975     | start    | Sojuz 17 [Saljut 4]  | 2          | Alexej Gubarev (1), Georgij Grečko (1) |
| 9. února 1975      | přistání | Sojuz 17 [Saljut 4]  | 0          | |
| 24. května 1975    | start    | Sojuz 18 [Saljut 4]  | 2          | Pjotr Klimuk (2), Vitalij Sevasťjanov (2)                                                                                                   |
| 15. července 1975  | start    | Sojuz 19 [Apollo]    | 4          | Pjotr Klimuk (2), Vitalij Sevasťjanov (2), Alexej Leonov (2), Valerij Kubasov (2)                                                           |
| 15. července 1975  | start    | Apollo [Sojuz 19]    | 7          | Pjotr Klimuk (2), Vitalij Sevasťjanov (2), Alexej Leonov (2), Valerij Kubasov (2), Thomas Stafford (4), Vance Brand (1), Donald Slayton (1) |
| 21. července 1975  | přistání | Sojuz 19 [Apollo]    | 5          | Pjotr Klimuk (2), Vitalij Sevasťjanov (2), Thomas Stafford (4), Vance Brand (1), Donald Slayton (1)                                         |
| 24. července 1975  | přistání | Apollo [Sojuz 19]    | 2          | Pjotr Klimuk (2), Vitalij Sevasťjanov (2)                                                                                                   |
| 26. července 1975  | přistání | Sojuz 18 [Saljut 4]  | 0          | |
| 6. července 1976   | start    | Sojuz 21 [Saljut 5]  | 2          | Boris Volynov (2), Vitalij Žolobov (1) |
| 24. srpna 1976     | přistání | Sojuz 21 [Saljut 5]  | 0          | |
| 15. září 1976      | start    | Sojuz 22             | 2          | Valerij Bykovskij (2), Vladimir Aksjonov (1)                                                                                                |
| 23. září 1976      | přistání | Sojuz 22             | 0          | |
| 14. října 1976     | start    | Sojuz 23             | 2          | Vjačeslav Zudov (1), Valerij Rožděstvenskij (1)                                                                                             |
| 16. října 1976     | přistání | Sojuz 23             | 0          | |
| 7. února 1977      | start    | Sojuz 24 [Saljut 5]  | 2          | Viktor Gorbatko (2), Jurij Glazkov (1) |
| 25. února 1977     | přistání | Sojuz 24 [Saljut 5]  | 0          | |
| 9. října 1977      | start    | Sojuz 25             | 2          | Vladimir Kovaljonok (1), Valerij Rjumin (1)                                                                                                 |
| 11. října 1977     | přistání | Sojuz 25             | 0          | |
| 10. prosince 1977  | start    | Sojuz 26 [Saljut 6]  | 2          | Jurij Romaněnko (1), Georgij Grečko (2) |
| 10. ledna 1978     | start    | Sojuz 27 [Saljut 6]  | 4          | Jurij Romaněnko (1), Georgij Grečko (2), Vladimir Džanibekov (1), Oleg Makarov (2)                                                          |
| 16. ledna 1978     | přistání | Sojuz 26 [Saljut 6]  | 2          | Jurij Romaněnko (1), Georgij Grečko (2) |
| 2. března 1978     | start    | Sojuz 28 [Saljut 6]  | 4          | Jurij Romaněnko (1), Georgij Grečko (2), Alexej Gubarev (2), Vladimír Remek (1)                                                             |
| 10. března 1978    | přistání | Sojuz 28 [Saljut 6]  | 2          | Jurij Romaněnko (1), Georgij Grečko (2) |
| 16. března 1978    | přistání | Sojuz 27 [Saljut 6]  | 0          | |
| 15. června 1978    | start    | Sojuz 29 [Saljut 6]  | 2          | Vladimir Kovaljonok (2), Alexandr Ivančenkov (1)                                                                                            |
| 27. června 1978    | start    | Sojuz 30 [Saljut 6]  | 4          | Vladimir Kovaljonok (2), Alexandr Ivančenkov (1), Pjotr Klimuk (3), Miroslaw Hermaszewski (1)                                               |
| 5. července 1978   | přistání | Sojuz 30 [Saljut 6]  | 2          | Vladimir Kovaljonok (2), Alexandr Ivančenkov (1)                                                                                            |
| 26. srpna 1978     | start    | Sojuz 31 [Saljut 6]  | 4          | Vladimir Kovaljonok (2), Alexandr Ivančenkov (1), Valerij Bykovskij (3), Sigmund Jähn (1)                                                   |
| 3. září 1978       | přistání | Sojuz 29 [Saljut 6]  | 2          | Vladimir Kovaljonok (2), Alexandr Ivančenkov (1)                                                                                            |
| 2. listopadu 1978  | přistání | Sojuz 31 [Saljut 6]  | 0          | |
| 25. února 1979     | start    | Sojuz 32 [Saljut 6]  | 2          | Vladimir Ljachov (1), Valerij Rjumin (2) |
| 10. dubna 1979     | start    | Sojuz 33             | 4          | Vladimir Ljachov (1), Valerij Rjumin (2), Nikolaj Rukavišnikov (3), Georgi Ivanov (1)                                                       |
| 12. dubna 1979     | přistání | Sojuz 33             | 2          | Vladimir Ljachov (1), Valerij Rjumin (2) |
| 19. srpna 1979     | přistání | Sojuz 34 [Saljut 6]  | 0          | |
| 9. dubna 1980      | start    | Sojuz 35 [Saljut 6]  | 2          | Leonid Popov (1), Valerij Rjumin (3) |
| 26. května 1980    | start    | Sojuz 36 [Saljut 6]  | 4          | Leonid Popov (1), Valerij Rjumin (3), Valerij Kubasov (3), Bertalan Farkas (1)                                                              |
| 3. června 1980     | přistání | Sojuz 35 [Saljut 6]  | 2          | Leonid Popov (1), Valerij Rjumin (3) |
| 5. června 1980     | start    | Sojuz Т-2 [Saljut 6] | 4          | Leonid Popov (1), Valerij Rjumin (3), Jurij Malyšev (1), Vladimir Aksjonov (2)                                                              |
| 9. června 1980     | přistání | Sojuz Т-2 [Saljut 6] | 2          | Leonid Popov (1), Valerij Rjumin (3) |
| 23. července 1980  | start    | Sojuz 37 [Saljut 6]  | 4          | Leonid Popov (1), Valerij Rjumin (3), Viktor Gorbatko (3), Pham Tuân (1)                                                                    |
| 31. července 1980  | přistání | Sojuz 36 [Saljut 6]  | 2          | Leonid Popov (1), Valerij Rjumin (3) |
| 18. září 1980      | start    | Sojuz 38 [Saljut 6]  | 4          | Leonid Popov (1), Valerij Rjumin (3), Jurij Romaněnko (2), Arnaldo Tamayo Mendez (1)                                                        |
| 26. září 1980      | přistání | Sojuz 38 [Saljut 6]  | 2          | Leonid Popov (1), Valerij Rjumin (3) |
| 11. října 1980     | přistání | Sojuz 37 [Saljut 6]  | 0          | |
| 27. listopadu 1980 | start    | Sojuz Т-3 [Saljut 6] | 3          | Leonid Kizim (1), Oleg Makarov (3), Gennadij Strekalov (1)                                                                                  |
| 10. prosince 1980  | přistání | Sojuz Т-3 [Saljut 6] | 0          | |

### 1981–1990
| datum změny        | změna    | mise                        | počet lidí | lidé pobývající ve vesmíru po uskutečnění změny |
| ------------------ | -------- | --------------------------- | ---------- | --- |
| 12. března 1981    | start    | Sojuz Т-4 [Saljut 6]        | 2          | Vladimir Kovaljonok (3), Viktor Savinych (1) |
| 22. března 1981    | start    | Sojuz 39 [Saljut 6]         | 4          | Vladimir Kovaljonok (3), Viktor Savinych (1), Vladimir Džanibekov (2), Džugderdemidín Gurragčá (1) |
| 30. března 1981    | přistání | Sojuz 39 [Saljut 6]         | 2          | Vladimir Kovaljonok (3), Viktor Savinych (1) |
| 12. dubna 1981     | start    | STS-1                       | 4          | Vladimir Kovaljonok (3), Viktor Savinych (1), John Young (5), Robert Crippen (1) |
| 14. dubna 1981     | přistání | STS-1                       | 2          | Vladimir Kovaljonok (3), Viktor Savinych (1) |
| 14. května 1981    | start    | Sojuz 40 [Saljut 6]         | 4          | Vladimir Kovaljonok (3), Viktor Savinych (1), Leonid Popov (2), Dumitru Prunariu (1) |
| 22. května 1981    | přistání | Sojuz 40 [Saljut 6]         | 2          | Vladimir Kovaljonok (3), Viktor Savinych (1) |
| 26. května 1981    | přistání | Sojuz Т-4 [Saljut 6]        | 0          | |
| 12. listopadu 1981 | start    | STS-2                       | 2          | Joseph Engle (1), Richard Truly (1) |
| 14. listopadu 1981 | přistání | STS-2                       | 0          | |
| 22. března 1982    | start    | STS-3                       | 2          | Jack Lousma (2), Charles Fullerton (1) |
| 30. března 1982    | přistání | STS-3                       | 0          | |
| 13. května 1982    | start    | Sojuz Т-5 [Saljut 7]        | 2          | Anatolij Berezovoj (1), Valentin Lebeděv (2) |
| 24. června 1982    | start    | Sojuz Т-6 [Saljut 7]        | 5          | Anatolij Berezovoj (1), Valentin Lebeděv (2), Vladimir Džanibekov (3), Alexandr Ivančenkov (2), Jean-Loup Chrétien (1) |
| 27. června 1982    | start    | STS-4                       | 7          | Anatolij Berezovoj (1), Valentin Lebeděv (2), Vladimir Džanibekov (3), Alexandr Ivančenkov (2), Jean-Loup Chrétien (1), Thomas Mattingly (2), Henry Hartsfield (1)                                                                            |
| 2. července 1982   | přistání | Sojuz Т-6 [Saljut 7]        | 4          | Anatolij Berezovoj (1), Valentin Lebeděv (2), Thomas Mattingly (2), Henry Hartsfield (1) |
| 4. července 1982   | přistání | STS-4                       | 2          | Anatolij Berezovoj (1), Valentin Lebeděv (2) |
| 19. srpna 1982     | start    | Sojuz Т-7 [Saljut 7]        | 5          | Anatolij Berezovoj (1), Valentin Lebeděv (2), Leonid Popov (3), Alexandr Serebrov (1), Světlana Savická (1) |
| 27. srpna 1982     | přistání | Sojuz Т-5 [Saljut 7]        | 2          | Anatolij Berezovoj (1), Valentin Lebeděv (2) |
| 11. listopadu 1982 | start    | STS-5                       | 6          | Anatolij Berezovoj (1), Valentin Lebeděv (2), Vance Brand (2), Robert Overmyer (1), Joseph Allen (1), William Lenoir (1) |
| 16. listopadu 1982 | přistání | STS-5                       | 2          | Anatolij Berezovoj (1), Valentin Lebeděv (2) |
| 10. prosince 1982  | přistání | Sojuz Т-7 [Saljut 7]        | 0          | |
| 4. dubna 1983      | start    | STS-6                       | 4          | Paul Weitz (2), Karol Bobko (1), Story Musgrave (1), Donald Peterson (1) |
| 9. dubna 1983      | přistání | STS-6                       | 0          | |
| 20. dubna 1983     | start    | Sojuz Т-8                   | 3          | Vladimir Titov (1), Gennadij Strekalov (2), Alexandr Serebrov (2) |
| 22. dubna 1983     | přistání | Sojuz Т-8                   | 0          | |
| 18. června 1983    | start    | STS-7                       | 5          | Robert Crippen (2), Frederick Hauck (1), John Fabian (1), Sally Rideová (1), Norman Thagard (1) |
| 24. června 1983    | přistání | STS-7                       | 0          | |
| 27. června 1983    | start    | Sojuz Т-9 [Saljut 7]        | 2          | Vladimir Ljachov (2), Alexandr Alexandrov (RUS) (1) |
| 30. srpna 1983     | start    | STS-8                       | 7          | Vladimir Ljachov (2), Alexandr Alexandrov (RUS) (1), Richard Truly (2), Daniel Brandenstein (1), Guion Bluford (1), Dale Gardner (1), William Thornton (1)                                                                                    |
| 5. září 1983       | přistání | STS-8                       | 2          | Vladimir Ljachov (2), Alexandr Alexandrov (RUS) (1) |
| 23. listopadu 1983 | přistání | Sojuz Т-9 [Saljut 7]        | 0          | |
| 28. listopadu 1983 | start    | STS-9                       | 6          | John Young (6), Brewster Shaw (1), Owen Garriott (2), Robert Parker (1), Byron Lichtenberg (1), Ulf Merbold (1) |
| 8. prosince 1983   | přistání | STS-9                       | 0          | |
| 3. února 1984      | start    | STS-41-B                    | 5          | Vance Brand (3), Robert Gibson (1), Ronald McNair (1), Robert Stewart (1), Bruce McCandless (1) |
| 8. února 1984      | start    | Sojuz Т-10 [Saljut 7]       | 8          | Vance Brand (3), Robert Gibson (1), Ronald McNair (1), Robert Stewart (1), Bruce McCandless (1), Leonid Kizim (2), Vladimir Solovjov (1), Oleg Aťkov (1)                                                                                      |
| 11. února 1984     | přistání | STS-41-B                    | 3          | Leonid Kizim (2), Vladimir Solovjov (1), Oleg Aťkov (1) |
| 3. dubna 1984      | start    | Sojuz Т-11 [Saljut 7]       | 6          | Leonid Kizim (2), Vladimir Solovjov (1), Oleg Aťkov (1), Jurij Malyšev (2), Gennadij Strekalov (3), Rákeš Šarma (1) |
| 6. dubna 1984      | start    | STS-41-C                    | 11         | Leonid Kizim (2), Vladimir Solovjov (1), Oleg Aťkov (1), Jurij Malyšev (2), Gennadij Strekalov (3), Rákeš Šarma (1), Robert Crippen (3), Francis Scobee (1), Terry Hart (1), James van Hoften (1), George Nelson (1)                          |
| 11. dubna 1984     | přistání | Sojuz Т-10 [Saljut 7]       | 8          | Leonid Kizim (2), Vladimir Solovjov (1), Oleg Aťkov (1), Robert Crippen (3), Francis Scobee (1), Terry Hart (1), James van Hoften (1), George Nelson (1)                                                                                      |
| 13. dubna 1984     | přistání | STS-41-C                    | 3          | Leonid Kizim (2), Vladimir Solovjov (1), Oleg Aťkov (1) |
| 17. července 1984  | start    | Sojuz Т-12 [Saljut 7]       | 6          | Leonid Kizim (2), Vladimir Solovjov (1), Oleg Aťkov (1), Vladimir Džanibekov (4), Světlana Savická (2), Igor Volk (1) |
| 29. července 1984  | přistání | Sojuz Т-12 [Saljut 7]       | 3          | Leonid Kizim (2), Vladimir Solovjov (1), Oleg Aťkov (1) |
| 30. srpna 1984     | start    | STS-41-D                    | 9          | Leonid Kizim (2), Vladimir Solovjov (1), Oleg Aťkov (1), Henry Hartsfield (2), Michael Coats (1), Richard Mullane (1), Steven Hawley (1), Judith Resniková (1), Charles Walker (1)                                                            |
| 5. září 1984       | přistání | STS-41-D                    | 3          | Leonid Kizim (2), Vladimir Solovjov (1), Oleg Aťkov (1) |
| 2. října 1984      | přistání | Sojuz Т-11 [Saljut 7]       | 0          | |
| 5. října 1984      | start    | STS-41-G                    | 7          | Robert Crippen (4), Jon McBride (1), Kathryn Sullivanová (1), Sally Rideová (2), David Leestma (1), Paul Scully-Power (1), Marc Garneau (1)                                                                                                   |
| 13. října 1984     | přistání | STS-41-G                    | 0          | |
| 8. listopadu 1984  | start    | STS-51-A                    | 5          | Frederick Hauck (2), David Walker (1), Joseph Allen (2), Anna Fisherová (1), Dale Gardner (2) |
| 16. listopadu 1984 | přistání | STS-51-A                    | 0          | |
| 24. ledna 1985     | start    | STS-51-C                    | 5          | Thomas Mattingly (3), Loren Shriver (1), Ellison Onizuka (1), James Buchli (1), Gary Payton (1) |
| 27. ledna 1985     | přistání | STS-51-C                    | 0          | |
| 12. dubna 1985     | start    | STS-51-D                    | 7          | Karol Bobko (2), Donald Williams (1), Margaret Seddonová (1), Stanley Griggs (1), Jeffrey Hoffman (1), Charles Walker (2), Edwin Garn (1) |
| 19. dubna 1985     | přistání | STS-51-D                    | 0          | |
| 29. dubna 1985     | start    | STS-51-B                    | 7          | Robert Overmyer (2), Frederick Gregory (1), Don Lind (1), Norman Thagard (2), William Thornton (2), Taylor Wang (1), Lodewijk van den Berg (1)                                                                                                |
| 6. května 1985     | přistání | STS-51-B                    | 0          | |
| 6. června 1985     | start    | Sojuz Т-13 [Saljut 7]       | 2          | Vladimir Džanibekov (5), Viktor Savinych (2) |
| 17. června 1985    | start    | STS-51-G                    | 9          | Vladimir Džanibekov (5), Viktor Savinych (2), Daniel Brandenstein (2), John Creighton (1), John Fabian (2), Steven Nagel (1), Shannon Lucidová (1), Patrick Baudry (1), Sultán bin Salmán Ál Saúd (1)                                         |
| 24. června 1985    | přistání | STS-51-G                    | 2          | Vladimir Džanibekov (5), Viktor Savinych (2) |
| 29. července 1985  | start    | STS-51-F                    | 9          | Vladimir Džanibekov (5), Viktor Savinych (2), Charles Fullerton (2), Roy Bridges (1), Karl Henize (1), Story Musgrave (2), Anthony England (1), Loren Acton (1), John-David Bartoe (1)                                                        |
| 6. srpna 1985      | přistání | STS-51-F                    | 2          | Vladimir Džanibekov (5), Viktor Savinych (2) |
| 27. srpna 1985     | start    | STS-51-I                    | 7          | Vladimir Džanibekov (5), Viktor Savinych (2), Joseph Engle (2), Richard Covey (1), James van Hoften (2), John Lounge (1), William Fisher (1)                                                                                                  |
| 3. září 1985       | přistání | STS-51-I                    | 2          | Vladimir Džanibekov (5), Viktor Savinych (2) |
| 17. září 1985      | start    | Sojuz Т-14 [Saljut 7]       | 5          | Vladimir Džanibekov (5), Viktor Savinych (2), Vladimir Vasjutin (1), Georgij Grečko (3), Alexandr Volkov (1) |
| 26. září 1985      | přistání | Sojuz Т-13 [Saljut 7]       | 3          | Vladimir Džanibekov (5), Viktor Savinych (2), Georgij Grečko (3) |
| 3. října 1985      | start    | STS-51-J                    | 8          | Vladimir Džanibekov (5), Viktor Savinych (2), Georgij Grečko (3), Karol Bobko (3), Ronald Grabe (1), David Hilmers (1), Robert Stewart (2), William Pailes (1)                                                                                |
| 7. října 1985      | přistání | STS-51-J                    | 3          | Vladimir Džanibekov (5), Viktor Savinych (2), Georgij Grečko (3) |
| 30. října 1985     | start    | STS-61-A                    | 11         | Vladimir Džanibekov (5), Viktor Savinych (2), Georgij Grečko (3), Henry Hartsfield (3), Steven Nagel (2), Bonnie Dunbarová (1), James Buchli (2), Guion Bluford (2), Reinhard Furrer (1), Ernst Messerschmid (1), Wubbo Ockels (1)            |
| 6. listopadu 1985  | přistání | STS-61-A                    | 3          | Vladimir Džanibekov (5), Viktor Savinych (2), Georgij Grečko (3) |
| 21. listopadu 1985 | přistání | Sojuz Т-14 [Saljut 7]       | 0          | |
| 27. listopadu 1985 | start    | STS-61-B                    | 7          | Brewster Shaw (2), Bryan O’Connor (1), Jerry Ross (1), Mary Cleaveová (1), Sherwood Spring (1), Charles Walker (3), Rodolfo Neri Vela (1) |
| 3. prosince 1985   | přistání | STS-61-B                    | 0          | |
| 12. ledna 1986     | start    | STS-61-C                    | 7          | Robert Gibson (2), Charles Bolden (1), George Nelson (2), Steven Hawley (2), Franklin Chang-Diaz (1), Robert Cenker (1), Clarence Nelson (1)                                                                                                  |
| 18. ledna 1986     | přistání | STS-61-C                    | 0          | |
| 13. března 1986    | start    | Sojuz Т-15 [Mir] [Saljut 7] | 2          | Leonid Kizim (3), Vladimir Solovjov (2) |
| 16. července 1986  | přistání | Sojuz Т-15 [Mir] [Saljut 7] | 0          | |
| 5. února 1987      | start    | Sojuz TM-2 [Mir]            | 2          | Jurij Romaněnko (3), Alexandr Lavejkin (1) |
| 22. července 1987  | start    | Sojuz TM-3 [Mir]            | 5          | Jurij Romaněnko (3), Alexandr Lavejkin (1), Alexandr Viktorenko (1), Alexandr Alexandrov (RUS) (2), Muhammed Fáris (1) |
| 30. července 1987  | přistání | Sojuz TM-2 [Mir]            | 2          | Jurij Romaněnko (3), Alexandr Alexandrov (RUS) (2) |
| 21. prosince 1987  | start    | Sojuz TM-4 [Mir]            | 5          | Jurij Romaněnko (3), Alexandr Alexandrov (RUS) (2), Vladimir Titov (2), Musa Manarov (1), Anatolij Levčenko (1) |
| 29. prosince 1987  | přistání | Sojuz TM-3 [Mir]            | 2          | Vladimir Titov (2), Musa Manarov (1) |
| 7. června 1988     | start    | Sojuz TM-5 [Mir]            | 5          | Vladimir Titov (2), Musa Manarov (1), Anatolij Solovjov (1), Viktor Savinych (3), Alexandr Alexandrov (BUL) (1) |
| 17. června 1988    | přistání | Sojuz TM-4 [Mir]            | 2          | Vladimir Titov (2), Musa Manarov (1) |
| 29. srpna 1988     | start    | Sojuz TM-6 [Mir]            | 5          | Vladimir Titov (2), Musa Manarov (1), Vladimir Ljachov (3), Valerij Poljakov (1), Abdul Mómand (1) |
| 7. září 1988       | přistání | Sojuz TM-5 [Mir]            | 3          | Vladimir Titov (2), Musa Manarov (1), Valerij Poljakov (1) |
| 29. září 1988      | start    | STS-26                      | 8          | Vladimir Titov (2), Musa Manarov (1), Valerij Poljakov (1), Frederick Hauck (3), Richard Covey (2), John Lounge (2), David Hilmers (2), George Nelson (3)                                                                                     |
| 3. října 1988      | přistání | STS-26                      | 3          | Vladimir Titov (2), Musa Manarov (1), Valerij Poljakov (1) |
| 26. listopadu 1988 | start    | Sojuz TM-7 [Mir]            | 6          | Vladimir Titov (2), Musa Manarov (1), Valerij Poljakov (1), Alexandr Volkov (2), Sergej Krikaljov (1), Jean-Loup Chrétien (2) |
| 2. prosince 1988   | start    | STS-27                      | 11         | Vladimir Titov (2), Musa Manarov (1), Valerij Poljakov (1), Alexandr Volkov (2), Sergej Krikaljov (1), Jean-Loup Chrétien (2), Robert Gibson (3), Guy Gardner (1), Richard Mullane (2), Jerry Ross (2), William Shepherd (1)                  |
| 6. prosince 1988   | přistání | STS-27                      | 6          | Vladimir Titov (2), Musa Manarov (1), Valerij Poljakov (1), Alexandr Volkov (2), Sergej Krikaljov (1), Jean-Loup Chrétien (2) |
| 21. prosince 1988  | přistání | Sojuz TM-6 [Mir]            | 3          | Valerij Poljakov (1), Alexandr Volkov (2), Sergej Krikaljov (1) |
| 13. března 1989    | start    | STS-29                      | 8          | Valerij Poljakov (1), Alexandr Volkov (2), Sergej Krikaljov (1), Michael Coats (2), John Blaha (1), James Buchli (3), Robert Springer (1), James Bagian (1)                                                                                   |
| 18. března 1989    | přistání | STS-29                      | 3          | Valerij Poljakov (1), Alexandr Volkov (2), Sergej Krikaljov (1) |
| 27. dubna 1989     | přistání | Sojuz TM-7 [Mir]            | 0          | |
| 4. května 1989     | start    | STS-30                      | 5          | David Walker (2), Ronald Grabe (2), Norman Thagard (3), Mary Cleaveová (2), Mark Lee (1) |
| 8. května 1989     | přistání | STS-30                      | 0          | |
| 8. srpna 1989      | start    | STS-28                      | 5          | Brewster Shaw (3), Richard Richards (1), James Adamson (1), David Leestma (2), Mark Brown (1) |
| 13. srpna 1989     | přistání | STS-28                      | 0          | |
| 5. září 1989       | start    | Sojuz TM-8 [Mir]            | 2          | Alexandr Viktorenko (2), Alexandr Serebrov (3) |
| 18. října 1989     | start    | STS-34                      | 7          | Alexandr Viktorenko (2), Alexandr Serebrov (3), Donald Williams (2), Michael McCulley (1), Shannon Lucidová (2), Franklin Chang-Diaz (2), Ellen Bakerová (1)                                                                                  |
| 23. října 1989     | přistání | STS-34                      | 2          | Alexandr Viktorenko (2), Alexandr Serebrov (3) |
| 23. listopadu 1989 | start    | STS-33                      | 7          | Alexandr Viktorenko (2), Alexandr Serebrov (3), Frederick Gregory (2), John Blaha (2), Manley Carter (1), Story Musgrave (3), Kathryn Thorntonová (1)                                                                                         |
| 28. listopadu 1989 | přistání | STS-33                      | 2          | Alexandr Viktorenko (2), Alexandr Serebrov (3) |
| 9. ledna 1990      | start    | STS-32                      | 7          | Alexandr Viktorenko (2), Alexandr Serebrov (3), Daniel Brandenstein (3), James Wetherbee (1), Bonnie Dunbarová (2), Marsha Ivinsová (1), George Low (1)                                                                                       |
| 20. ledna 1990     | přistání | STS-32                      | 2          | Alexandr Viktorenko (2), Alexandr Serebrov (3) |
| 11. února 1990     | start    | Sojuz TM-9 [Mir]            | 4          | Alexandr Viktorenko (2), Alexandr Serebrov (3), Anatolij Solovjov (2), Alexandr Balandin (1) |
| 19. února 1990     | přistání | Sojuz TM-8 [Mir]            | 2          | Anatolij Solovjov (2), Alexandr Balandin (1) |
| 28. února 1990     | start    | STS-36                      | 7          | Anatolij Solovjov (2), Alexandr Balandin (1), John Creighton (2), John Casper (1), David Hilmers (3), Richard Mullane (3), Pierre Thuot (1)                                                                                                   |
| 4. března 1990     | přistání | STS-36                      | 2          | Anatolij Solovjov (2), Alexandr Balandin (1) |
| 24. dubna 1990     | start    | STS-31                      | 7          | Anatolij Solovjov (2), Alexandr Balandin (1), Loren Shriver (2), Charles Bolden (2), Bruce McCandless (2), Steven Hawley (3), Kathryn Sullivanová (2)                                                                                         |
| 29. dubna 1990     | přistání | STS-31                      | 2          | Anatolij Solovjov (2), Alexandr Balandin (1) |
| 1. srpna 1990      | start    | Sojuz TM-10 [Mir]           | 4          | Anatolij Solovjov (2), Alexandr Balandin (1), Gennadij Manakov (1), Gennadij Strekalov (4) |
| 9. srpna 1990      | přistání | Sojuz TM-9 [Mir]            | 2          | Gennadij Manakov (1), Gennadij Strekalov (4) |
| 6. října 1990      | start    | STS-41                      | 7          | Gennadij Manakov (1), Gennadij Strekalov (4), Richard Richards (2), Robert Cabana (1), Bruce Melnick (1), William Shepherd (2), Thomas Akers (1)                                                                                              |
| 10. října 1990     | přistání | STS-41                      | 2          | Gennadij Manakov (1), Gennadij Strekalov (4) |
| 15. listopadu 1990 | start    | STS-38                      | 7          | Gennadij Manakov (1), Gennadij Strekalov (4), Richard Covey (3), Frank Culbertson (1), Carl Meade (1), Robert Springer (2), Charles Gemar (1)                                                                                                 |
| 20. listopadu 1990 | přistání | STS-38                      | 2          | Gennadij Manakov (1), Gennadij Strekalov (4) |
| 2. prosince 1990   | start    | STS-35                      | 9          | Gennadij Manakov (1), Gennadij Strekalov (4), Vance Brand (4), Guy Gardner (2), Jeffrey Hoffman (2), John Lounge (3), Robert Parker (2), Samuel Durrance (1), Ronald Parise (1)                                                               |
| 2. prosince 1990   | start    | Sojuz TM-11 [Mir]           | 12         | Gennadij Manakov (1), Gennadij Strekalov (4), Vance Brand (4), Guy Gardner (2), Jeffrey Hoffman (2), John Lounge (3), Robert Parker (2), Samuel Durrance (1), Ronald Parise (1), Viktor Afanasjev (1), Musa Manarov (2), Tojohiro Akijama (1) |
| 10. prosince 1990  | přistání | Sojuz TM-10 [Mir]           | 9          | Vance Brand (4), Guy Gardner (2), Jeffrey Hoffman (2), John Lounge (3), Robert Parker (2), Samuel Durrance (1), Ronald Parise (1), Viktor Afanasjev (1), Musa Manarov (2)                                                                     |
| 11. prosince 1990  | přistání | STS-35                      | 2          | Viktor Afanasjev (1), Musa Manarov (2) |

### 1991–2000
| datum změny        | změna    | mise              | počet lidí | lidé pobývající ve vesmíru po uskutečnění změny |
| ------------------ | -------- | ----------------- | ---------- | --- |
| 5. dubna 1991      | start    | STS-37            | 7          | Viktor Afanasjev (1), Musa Manarov (2), Steven Nagel (3), Kenneth Cameron (1), Linda Godwinová (1), Jerry Ross (3), Jerome Apt (1) |
| 11. dubna 1991     | přistání | STS-37            | 2          | Viktor Afanasjev (1), Musa Manarov (2) |
| 28. dubna 1991     | start    | STS-39            | 9          | Viktor Afanasjev (1), Musa Manarov (2), Michael Coats (3), Lloyd Hammond (1), Gregory Harbaugh (1), Donald McMonagle (1), Guion Bluford (3), Charles Veach (1), Richard Hieb (1) |
| 6. května 1991     | přistání | STS-39            | 2          | Viktor Afanasjev (1), Musa Manarov (2) |
| 18. května 1991    | start    | Sojuz TM-12 [Mir] | 5          | Viktor Afanasjev (1), Musa Manarov (2), Anatolij Arcebarskij (1), Sergej Krikaljov (2), Helen Shermanová (1) |
| 26. května 1991    | přistání | Sojuz TM-11 [Mir] | 2          | Anatolij Arcebarskij (1), Sergej Krikaljov (2) |
| 5. června 1991     | start    | STS-40            | 9          | Anatolij Arcebarskij (1), Sergej Krikaljov (2), Bryan O’Connor (2), Sidney Guttierrez (1), James Bagian (2), Tamara Jerniganová (1), Margaret Seddonová (2), Francis Gaffney (1), Millie Hughes-Fulfordová (1)                                                                              |
| 14. června 1991    | přistání | STS-40            | 2          | Anatolij Arcebarskij (1), Sergej Krikaljov (2) |
| 2. srpna 1991      | start    | STS-43            | 7          | Anatolij Arcebarskij (1), Sergej Krikaljov (2), John Blaha (3), Michael Baker (1), Shannon Lucidová (3), George Low (2), James Adamson (2) |
| 11. srpna 1991     | přistání | STS-43            | 2          | Anatolij Arcebarskij (1), Sergej Krikaljov (2) |
| 12. září 1991      | start    | STS-48            | 7          | Anatolij Arcebarskij (1), Sergej Krikaljov (2), John Creighton (3), Kenneth Reightler (1), Charles Gemar (2), James Buchli (4), Mark Brown (2) |
| 18. září 1991      | přistání | STS-48            | 2          | Anatolij Arcebarskij (1), Sergej Krikaljov (2) |
| 2. října 1991      | start    | Sojuz TM-13 [Mir] | 5          | Anatolij Arcebarskij (1), Sergej Krikaljov (2), Alexandr Volkov (3), Toktar Aubakirov (1), Franz Viehböck (1) |
| 10. října 1991     | přistání | Sojuz TM-12 [Mir] | 2          | Sergej Krikaljov (2), Alexandr Volkov (3) |
| 24. listopadu 1991 | start    | STS-44            | 8          | Sergej Krikaljov (2), Alexandr Volkov (3), Frederick Gregory (3), Terence Henricks (1), James Voss (1), Story Musgrave (4), Mario Runco (1), Thomas Hennen (1) |
| 1. prosince 1991   | přistání | STS-44            | 2          | Sergej Krikaljov (2), Alexandr Volkov (3) |
| 22. ledna 1992     | start    | STS-42            | 9          | Sergej Krikaljov (2), Alexandr Volkov (3), Ronald Grabe (3), Stephen Oswald (1), Norman Thagard (4), William Readdy (1), David Hilmers (4), Roberta Bondarová (1), Ulf Merbold (2) |
| 30. ledna 1992     | přistání | STS-42            | 2          | Sergej Krikaljov (2), Alexandr Volkov (3) |
| 17. března 1992    | start    | Sojuz TM-14 [Mir] | 5          | Sergej Krikaljov (2), Alexandr Volkov (3), Alexandr Viktorenko (3), Alexandr Kaleri (1), Klaus-Dietrich Flade (1) |
| 24. března 1992    | start    | STS-45            | 12         | Sergej Krikaljov (2), Alexandr Volkov (3), Alexandr Viktorenko (3), Alexandr Kaleri (1), Klaus-Dietrich Flade (1), Charles Bolden (3), Brian Duffy (1), Kathryn Sullivanová (3), David Leestma (3), Michael Foale (1), Dirk Frimout (1), Byron Lichtenberg (2)                              |
| 25. března 1992    | přistání | Sojuz TM-13 [Mir] | 9          | Alexandr Viktorenko (3), Alexandr Kaleri (1), Charles Bolden (3), Brian Duffy (1), Kathryn Sullivanová (3), David Leestma (3), Michael Foale (1), Dirk Frimout (1), Byron Lichtenberg (2)                                                                                                   |
| 2. dubna 1992      | přistání | STS-45            | 2          | Alexandr Viktorenko (3), Alexandr Kaleri (1) |
| 7. května 1992     | start    | STS-49            | 9          | Alexandr Viktorenko (3), Alexandr Kaleri (1), Daniel Brandenstein (4), Kevin Chilton (1), Richard Hieb (2), Bruce Melnick (2), Pierre Thuot (2), Kathryn Thorntonová (2), Thomas Akers (2)                                                                                                  |
| 16. května 1992    | přistání | STS-49            | 2          | Alexandr Viktorenko (3), Alexandr Kaleri (1) |
| 25. června 1992    | start    | STS-50            | 9          | Alexandr Viktorenko (3), Alexandr Kaleri (1), Richard Richards (3), Kenneth Bowersox (1), Bonnie Dunbarová (3), Ellen Bakerová (2), Carl Meade (2), Lawrence DeLucas (1), Eugene Trinh (1)                                                                                                  |
| 9. července 1992   | přistání | STS-50            | 2          | Alexandr Viktorenko (3), Alexandr Kaleri (1) |
| 27. července 1992  | start    | Sojuz TM-15 [Mir] | 5          | Alexandr Viktorenko (3), Alexandr Kaleri (1), Anatolij Solovjov (3), Sergej Avdějev (1), Michel Tognini (1) |
| 31. července 1992  | start    | STS-46            | 12         | Alexandr Viktorenko (3), Alexandr Kaleri (1), Anatolij Solovjov (3), Sergej Avdějev (1), Michel Tognini (1), Loren Shriver (3), Andrew Allen (1), Claude Nicollier (1), Marsha Ivinsová (2), Jeffrey Hoffman (3), Franklin Chang-Diaz (3), Franco Malerba (1)                               |
| 8. srpna 1992      | přistání | STS-46            | 5          | Alexandr Viktorenko (3), Alexandr Kaleri (1), Anatolij Solovjov (3), Sergej Avdějev (1), Michel Tognini (1) |
| 10. srpna 1992     | přistání | Sojuz TM-14 [Mir] | 2          | Anatolij Solovjov (3), Sergej Avdějev (1) |
| 12. září 1992      | start    | STS-47            | 9          | Anatolij Solovjov (3), Sergej Avdějev (1), Robert Gibson (4), Curtis Brown (1), Mark Lee (2), Jerome Apt (2), Nancy Davisová (1), Mae Jemisonová (1), Mamoru Móri (1) |
| 20. září 1992      | přistání | STS-47            | 2          | Anatolij Solovjov (3), Sergej Avdějev (1) |
| 22. října 1992     | start    | STS-52            | 8          | Anatolij Solovjov (3), Sergej Avdějev (1), James Wetherbee (2), Michael Baker (2), Charles Veach (2), William Shepherd (3), Tamara Jerniganová (2), Steven MacLean (1) |
| 1. listopadu 1992  | přistání | STS-52            | 2          | Anatolij Solovjov (3), Sergej Avdějev (1) |
| 2. prosince 1992   | start    | STS-53            | 7          | Anatolij Solovjov (3), Sergej Avdějev (1), David Walker (3), Robert Cabana (2), Guion Bluford (4), James Voss (2), Michael Clifford (1) |
| 9. prosince 1992   | přistání | STS-53            | 2          | Anatolij Solovjov (3), Sergej Avdějev (1) |
| 13. ledna 1993     | start    | STS-54            | 7          | Anatolij Solovjov (3), Sergej Avdějev (1), John Casper (2), Donald McMonagle (2), Mario Runco (2), Gregory Harbaugh (2), Susan Helmsová (1) |
| 19. ledna 1993     | přistání | STS-54            | 2          | Anatolij Solovjov (3), Sergej Avdějev (1) |
| 24. ledna 1993     | start    | Sojuz TM-16 [Mir] | 4          | Anatolij Solovjov (3), Sergej Avdějev (1), Gennadij Manakov (2), Alexandr Poleščuk (1) |
| 1. února 1993      | přistání | Sojuz TM-15 [Mir] | 2          | Gennadij Manakov (2), Alexandr Poleščuk (1) |
| 8. dubna 1993      | start    | STS-56            | 7          | Gennadij Manakov (2), Alexandr Poleščuk (1), Kenneth Cameron (2), Stephen Oswald (2), Michael Foale (2), Kenneth Cockrell (1), Ellen Ochoaová (1) |
| 17. dubna 1993     | přistání | STS-56            | 2          | Gennadij Manakov (2), Alexandr Poleščuk (1) |
| 26. dubna 1993     | start    | STS-55            | 9          | Gennadij Manakov (2), Alexandr Poleščuk (1), Steven Nagel (4), Terence Henricks (2), Jerry Ross (4), Charles Precourt (1), Bernard Harris (1), Ulrich Walter (1), Hans Schlegel (1) |
| 6. května 1993     | přistání | STS-55            | 2          | Gennadij Manakov (2), Alexandr Poleščuk (1) |
| 21. června 1993    | start    | STS-57            | 8          | Gennadij Manakov (2), Alexandr Poleščuk (1), Ronald Grabe (4), Brian Duffy (2), George Low (3), Nancy Currieová (tehdy Sherlocková) (1), Peter Wisoff (1), Janice Vossová (1) |
| 1. července 1993   | přistání | STS-57            | 2          | Gennadij Manakov (2), Alexandr Poleščuk (1) |
| 1. července 1993   | start    | Sojuz TM-17 [Mir] | 5          | Gennadij Manakov (2), Alexandr Poleščuk (1), Vasilij Ciblijev (1), Alexandr Serebrov (4), Jean-Pierre Haigneré (1) |
| 22. července 1993  | přistání | Sojuz TM-16 [Mir] | 2          | Vasilij Ciblijev (1), Alexandr Serebrov (4) |
| 12. září 1993      | start    | STS-51            | 7          | Vasilij Ciblijev (1), Alexandr Serebrov (4), Frank Culbertson (2), William Readdy (2), James Newman (1), Daniel Bursch (1), Carl Walz (1) |
| 22. září 1993      | přistání | STS-51            | 2          | Vasilij Ciblijev (1), Alexandr Serebrov (4) |
| 18. října 1993     | start    | STS-58            | 9          | Vasilij Ciblijev (1), Alexandr Serebrov (4), John Blaha (4), Richard Searfoss (1), Margaret Seddonová (3), William McArthur (1), David Wolf (1), Shannon Lucidová (4), Martin Fettman (1)                                                                                                   |
| 1. listopadu 1993  | přistání | STS-58            | 2          | Vasilij Ciblijev (1), Alexandr Serebrov (4) |
| 2. prosince 1993   | start    | STS-61            | 9          | Vasilij Ciblijev (1), Alexandr Serebrov (4), Richard Covey (4), Kenneth Bowersox (2), Kathryn Thorntonová (3), Claude Nicollier (2), Jeffrey Hoffman (4), Story Musgrave (5), Thomas Akers (3)                                                                                              |
| 13. prosince 1993  | přistání | STS-61            | 2          | Vasilij Ciblijev (1), Alexandr Serebrov (4) |
| 8. ledna 1994      | start    | Sojuz TM-18 [Mir] | 5          | Vasilij Ciblijev (1), Alexandr Serebrov (4), Viktor Afanasjev (2), Jurij Usačov (1), Valerij Poljakov (2) |
| 14. ledna 1994     | přistání | Sojuz TM-17 [Mir] | 3          | Viktor Afanasjev (2), Jurij Usačov (1), Valerij Poljakov (2) |
| 3. února 1994      | start    | STS-60            | 9          | Viktor Afanasjev (2), Jurij Usačov (1), Valerij Poljakov (2), Charles Bolden (4), Kenneth Reightler (2), Nancy Davisová (2), Ronald Sega (1), Franklin Chang-Diaz (4), Sergej Krikaljov (3)                                                                                                 |
| 11. února 1994     | přistání | STS-60            | 3          | Viktor Afanasjev (2), Jurij Usačov (1), Valerij Poljakov (2) |
| 4. března 1994     | start    | STS-62            | 8          | Viktor Afanasjev (2), Jurij Usačov (1), Valerij Poljakov (2), John Casper (3), Andrew Allen (2), Pierre Thuot (3), Charles Gemar (3), Marsha Ivinsová (3) |
| 18. března 1994    | přistání | STS-62            | 3          | Viktor Afanasjev (2), Jurij Usačov (1), Valerij Poljakov (2) |
| 9. dubna 1994      | start    | STS-59            | 9          | Viktor Afanasjev (2), Jurij Usačov (1), Valerij Poljakov (2), Sidney Guttierrez (2), Kevin Chilton (2), Jerome Apt (3), Michael Clifford (2), Linda Godwinová (2), Thomas Jones (1) |
| 20. dubna 1994     | přistání | STS-59            | 3          | Viktor Afanasjev (2), Jurij Usačov (1), Valerij Poljakov (2) |
| 1. července 1994   | start    | Sojuz TM-19 [Mir] | 5          | Viktor Afanasjev (2), Jurij Usačov (1), Valerij Poljakov (2), Jurij Malenčenko (1), Talgat Musabajev (1) |
| 8. července 1994   | start    | STS-65            | 12         | Viktor Afanasjev (2), Jurij Usačov (1), Valerij Poljakov (2), Jurij Malenčenko (1), Talgat Musabajev (1), Robert Cabana (3), James Halsell (1), Richard Hieb (3), Carl Walz (2), Leroy Chiao (1), Donald Thomas (1), Čiaki Mukaiová (1)                                                     |
| 9. července 1994   | přistání | Sojuz TM-18 [Mir] | 10         | Valerij Poljakov (2), Jurij Malenčenko (1), Talgat Musabajev (1), Robert Cabana (3), James Halsell (1), Richard Hieb (3), Carl Walz (2), Leroy Chiao (1), Donald Thomas (1), Čiaki Mukaiová (1)                                                                                             |
| 23. července 1994  | přistání | STS-65            | 3          | Valerij Poljakov (2), Jurij Malenčenko (1), Talgat Musabajev (1) |
| 9. září 1994       | start    | STS-64            | 9          | Valerij Poljakov (2), Jurij Malenčenko (1), Talgat Musabajev (1), Richard Richards (4), Lloyd Hammond (2), Jerry Lininger (1), Susan Helmsová (2), Carl Meade (3), Mark Lee (3) |
| 20. září 1994      | přistání | STS-64            | 3          | Valerij Poljakov (2), Jurij Malenčenko (1), Talgat Musabajev (1) |
| 30. září 1994      | start    | STS-68            | 9          | Valerij Poljakov (2), Jurij Malenčenko (1), Talgat Musabajev (1), Michael Baker (3), Terrence Wilcutt (1), Steven Smith (1), Daniel Bursch (2), Peter Wisoff (2), Thomas Jones (2) |
| 3. října 1994      | start    | Sojuz TM-20 [Mir] | 12         | Valerij Poljakov (2), Jurij Malenčenko (1), Talgat Musabajev (1), Michael Baker (3), Terrence Wilcutt (1), Steven Smith (1), Daniel Bursch (2), Peter Wisoff (2), Thomas Jones (2), Alexandr Viktorenko (4), Jelena Kondakovová (1), Ulf Merbold (3)                                        |
| 11. října 1994     | přistání | STS-68            | 6          | Valerij Poljakov (2), Jurij Malenčenko (1), Talgat Musabajev (1), Alexandr Viktorenko (4), Jelena Kondakovová (1), Ulf Merbold (3) |
| 3. listopadu 1994  | start    | STS-66            | 12         | Valerij Poljakov (2), Jurij Malenčenko (1), Talgat Musabajev (1), Alexandr Viktorenko (4), Jelena Kondakovová (1), Ulf Merbold (3), Donald McMonagle (3), Curtis Brown (2), Ellen Ochoaová (2), Joseph Tanner (1), Jean-François Clervoy (1), Scott Parazinski (1)                          |
| 4. listopadu 1994  | přistání | Sojuz TM-19 [Mir] | 9          | Valerij Poljakov (2), Alexandr Viktorenko (4), Jelena Kondakovová (1), Donald McMonagle (3), Curtis Brown (2), Ellen Ochoaová (2), Joseph Tanner (1), Jean-François Clervoy (1), Scott Parazinski (1)                                                                                       |
| 14. listopadu 1994 | přistání | STS-66            | 3          | Valerij Poljakov (2), Alexandr Viktorenko (4), Jelena Kondakovová (1) |
| 3. února 1995      | start    | STS-63            | 9          | Valerij Poljakov (2), Alexandr Viktorenko (4), Jelena Kondakovová (1), James Wetherbee (3), Eileen Collinsová (1), Bernard Harris (2), Michael Foale (3), Janice Vossová (2), Vladimir Titov (3)                                                                                            |
| 11. února 1995     | přistání | STS-63            | 3          | Valerij Poljakov (2), Alexandr Viktorenko (4), Jelena Kondakovová (1) |
| 2. března 1995     | start    | STS-67            | 10         | Valerij Poljakov (2), Alexandr Viktorenko (4), Jelena Kondakovová (1), Stephen Oswald (3), William Gregory (1), John Grunsfeld (1), Wendy Lawrenceová (1), Tamara Jerniganová (3), Samuel Durrance (2), Ronald Parise (2)                                                                   |
| 14. března 1995    | start    | Sojuz TM-21 [Mir] | 13         | Valerij Poljakov (2), Alexandr Viktorenko (4), Jelena Kondakovová (1), Stephen Oswald (3), William Gregory (1), John Grunsfeld (1), Wendy Lawrenceová (1), Tamara Jerniganová (3), Samuel Durrance (2), Ronald Parise (2), Vladimir Děžurov (1), Gennadij Strekalov (5), Norman Thagard (5) |
| 18. března 1995    | přistání | STS-67            | 6          | Valerij Poljakov (2), Alexandr Viktorenko (4), Jelena Kondakovová (1), Vladimir Děžurov (1), Gennadij Strekalov (5), Norman Thagard (5) |
| 22. března 1995    | přistání | Sojuz TM-20 [Mir] | 3          | Vladimir Děžurov (1), Gennadij Strekalov (5), Norman Thagard (5) |
| 27. června 1995    | start    | STS-71 [Mir]      | 10         | Vladimir Děžurov (1), Gennadij Strekalov (5), Norman Thagard (5), Robert Gibson (5), Charles Precourt (2), Ellen Bakerová (3), Gregory Harbaugh (3), Bonnie Dunbarová (4), Anatolij Solovjov (4), Nikolaj Budarin (1)                                                                       |
| 7. července 1995   | přistání | STS-71 [Mir]      | 2          | Anatolij Solovjov (4), Nikolaj Budarin (1) |
| 13. července 1995  | start    | STS-70            | 7          | Anatolij Solovjov (4), Nikolaj Budarin (1), Terence Henricks (3), Kevin Kregel (1), Donald Thomas (2), Nancy Currieová (2), Mary Weberová (1) |
| 22. července 1995  | přistání | STS-70            | 2          | Anatolij Solovjov (4), Nikolaj Budarin (1) |
| 3. září 1995       | start    | Sojuz TM-22 [Mir] | 5          | Anatolij Solovjov (4), Nikolaj Budarin (1), Jurij Gidzenko (1), Sergej Avdějev (2), Thomas Reiter (1) |
| 7. září 1995       | start    | STS-69            | 10         | Anatolij Solovjov (4), Nikolaj Budarin (1), Jurij Gidzenko (1), Sergej Avdějev (2), Thomas Reiter (1), David Walker (4), Kenneth Cockrell (2), James Voss (3), James Newman (2), Michale Gernhardt (1)                                                                                      |
| 11. září 1995      | přistání | Sojuz TM-21 [Mir] | 8          | Jurij Gidzenko (1), Sergej Avdějev (2), Thomas Reiter (1), David Walker (4), Kenneth Cockrell (2), James Voss (3), James Newman (2), Michale Gernhardt (1) |
| 18. září 1995      | přistání | STS-69            | 3          | Jurij Gidzenko (1), Sergej Avdějev (2), Thomas Reiter (1) |
| 20. října 1995     | start    | STS-73            | 10         | Jurij Gidzenko (1), Sergej Avdějev (2), Thomas Reiter (1), Kenneth Bowersox (3), Kent Rominger (1), Catherine Colemanová (1), Michael López-Alegría (1), Kathryn Thorntonová (4), Fred Leslie (1), Albert Sacco (1)                                                                         |
| 5. listopadu 1995  | přistání | STS-73            | 3          | Jurij Gidzenko (1), Sergej Avdějev (2), Thomas Reiter (1) |
| 12. listopadu 1995 | start    | STS-74 [Mir]      | 8          | Jurij Gidzenko (1), Sergej Avdějev (2), Thomas Reiter (1), Kenneth Cameron (3), James Halsell (2), Christopher Hadfield (1), Jerry Ross (5), William McArthur (2) |
| 20. listopadu 1995 | přistání | STS-74 [Mir]      | 3          | Jurij Gidzenko (1), Sergej Avdějev (2), Thomas Reiter (1) |
| 11. ledna 1996     | start    | STS-72            | 9          | Jurij Gidzenko (1), Sergej Avdějev (2), Thomas Reiter (1), Brian Duffy (3), Brent Jett (1), Leroy Chiao (2), Winston Scott (1), Kóiči Wakata (1), Daniel Barry (1) |
| 20. ledna 1996     | přistání | STS-72            | 3          | Jurij Gidzenko (1), Sergej Avdějev (2), Thomas Reiter (1) |
| 21. února 1996     | start    | Sojuz TM-23 [Mir] | 5          | Jurij Gidzenko (1), Sergej Avdějev (2), Thomas Reiter (1), Jurij Onufrijenko (1), Jurij Usačov (2) |
| 22. února 1996     | start    | STS-75            | 12         | Jurij Gidzenko (1), Sergej Avdějev (2), Thomas Reiter (1), Jurij Onufrijenko (1), Jurij Usačov (2), Andrew Allen (3), Scott Horowitz (1), Jeffrey Hoffman (5), Maurizio Cheli (1), Claude Nicollier (3), Franklin Chang-Diaz (5), Umberto Guidoni (1)                                       |
| 29. února 1996     | přistání | Sojuz TM-22 [Mir] | 9          | Jurij Onufrijenko (1), Jurij Usačov (2), Andrew Allen (3), Scott Horowitz (1), Jeffrey Hoffman (5), Maurizio Cheli (1), Claude Nicollier (3), Franklin Chang-Diaz (5), Umberto Guidoni (1)                                                                                                  |
| 9. března 1996     | přistání | STS-75            | 2          | Jurij Onufrijenko (1), Jurij Usačov (2) |
| 22. března 1996    | start    | STS-76 [Mir]      | 8          | Jurij Onufrijenko (1), Jurij Usačov (2), Kevin Chilton (3), Richard Searfoss (2), Ronald Sega (2), Michael Clifford (3), Linda Godwinová (3), Shannon Lucidová (5) |
| 31. března 1996    | přistání | STS-76 [Mir]      | 3          | Jurij Onufrijenko (1), Jurij Usačov (2), Shannon Lucidová (5) |
| 19. května 1996    | start    | STS-77            | 9          | Jurij Onufrijenko (1), Jurij Usačov (2), Shannon Lucidová (5), John Casper (4), Curtis Brown (3), Andrew Thomas (1), Daniel Bursch (3), Mario Runco (3), Marc Garneau (2) |
| 29. května 1996    | přistání | STS-77            | 3          | Jurij Onufrijenko (1), Jurij Usačov (2), Shannon Lucidová (5) |
| 20. června 1996    | start    | STS-78            | 10         | Jurij Onufrijenko (1), Jurij Usačov (2), Shannon Lucidová (5), Terence Henricks (4), Kevin Kregel (2), Richard Linnehan (1), Susan Helmsová (3), Charles Brady (1), Jean-Jacques Favier (1), Robert Thirsk (1)                                                                              |
| 7. července 1996   | přistání | STS-78            | 3          | Jurij Onufrijenko (1), Jurij Usačov (2), Shannon Lucidová (5) |
| 17. srpna 1996     | start    | Sojuz TM-24 [Mir] | 7          | Jurij Onufrijenko (1), Jurij Usačov (2), Shannon Lucidová (5), Valerij Korzun (1), Alexandr Kaleri (2), Claudie Haigneréová (tehdy André-Deshaysová) (1) |
| 2. září 1996       | přistání | Sojuz TM-23 [Mir] | 3          | Valerij Korzun (1), Alexandr Kaleri (2), Shannon Lucidová (5) |
| 16. září 1996      | start    | STS-79 [Mir]      | 9          | Valerij Korzun (1), Alexandr Kaleri (2), Shannon Lucidová (5), William Readdy (3), Terrence Wilcutt (2), Jerome Apt (4), Thomas Akers (4), Carl Walz (3), John Blaha (5) |
| 26. září 1996      | přistání | STS-79 [Mir]      | 3          | Valerij Korzun (1), Alexandr Kaleri (2), John Blaha (5) |
| 19. listopadu 1996 | start    | STS-80            | 8          | Valerij Korzun (1), Alexandr Kaleri (2), John Blaha (5), Kenneth Cockrell (3), Kent Rominger (2), Tamara Jerniganová (4), Thomas Jones (3), Story Musgrave (6) |
| 7. prosince 1996   | přistání | STS-80            | 3          | Valerij Korzun (1), Alexandr Kaleri (2), John Blaha (5) |
| 12. ledna 1997     | start    | STS-81 [Mir]      | 9          | Valerij Korzun (1), Alexandr Kaleri (2), John Blaha (5), Michael Baker (4), Brent Jett (2), Peter Wisoff (3), John Grunsfeld (2), Marsha Ivinsová (4), Jerry Lininger (2) |
| 22. ledna 1997     | přistání | STS-81 [Mir]      | 3          | Valerij Korzun (1), Alexandr Kaleri (2), Jerry Lininger (2) |
| 10. února 1997     | start    | Sojuz TM-25 [Mir] | 6          | Valerij Korzun (1), Alexandr Kaleri (2), Jerry Lininger (2), Vasilij Ciblijev (2), Alexandr Lazutkin (1), Reinhold Ewald (1) |
| 11. února 1997     | start    | STS-82            | 13         | Valerij Korzun (1), Alexandr Kaleri (2), Jerry Lininger (2), Vasilij Ciblijev (2), Alexandr Lazutkin (1), Reinhold Ewald (1), Kenneth Bowersox (4), Scott Horowitz (2), Joseph Tanner (2), Steven Hawley (4), Gregory Harbaugh (4), Mark Lee (4), Steven Smith (2)                          |
| 21. února 1997     | přistání | STS-82            | 6          | Valerij Korzun (1), Alexandr Kaleri (2), Jerry Lininger (2), Vasilij Ciblijev (2), Alexandr Lazutkin (1), Reinhold Ewald (1) |
| 2. března 1997     | přistání | Sojuz TM-24 [Mir] | 3          | Jerry Lininger (2), Vasilij Ciblijev (2), Alexandr Lazutkin (1) |
| 4. dubna 1997      | start    | STS-83            | 11         | Jerry Lininger (2), Vasilij Ciblijev (2), Alexandr Lazutkin (1), James Halsell (3), Susan Kilrainová (tehdy Stillová) (1), Janice Vossová (3), Michale Gernhardt (2), Donald Thomas (3), Roger Crouch (1), Gregory Linteris (1)                                                             |
| 8. dubna 1997      | přistání | STS-83            | 3          | Jerry Lininger (2), Vasilij Ciblijev (2), Alexandr Lazutkin (1) |
| 15. května 1997    | start    | STS-84 [Mir]      | 10         | Jerry Lininger (2), Vasilij Ciblijev (2), Alexandr Lazutkin (1), Charles Precourt (3), Eileen Collinsová (2), Jean-François Clervoy (2), Carlos Noriega (1), Edward Lu (1), Jelena Kondakovová (2), Michael Foale (4)                                                                       |
| 24. května 1997    | přistání | STS-84 [Mir]      | 3          | Vasilij Ciblijev (2), Alexandr Lazutkin (1), Michael Foale (4) |
| 1. července 1997   | start    | STS-94            | 10         | Vasilij Ciblijev (2), Alexandr Lazutkin (1), Michael Foale (4), James Halsell (4), Susan Kilrainová (tehdy Stillová) (2), Janice Vossová (4), Michale Gernhardt (3), Donald Thomas (4), Roger Crouch (2), Gregory Linteris (2)                                                              |
| 17. července 1997  | přistání | STS-94            | 3          | Vasilij Ciblijev (2), Alexandr Lazutkin (1), Michael Foale (4) |
| 5. srpna 1997      | start    | Sojuz TM-26 [Mir] | 5          | Vasilij Ciblijev (2), Alexandr Lazutkin (1), Michael Foale (4), Anatolij Solovjov (5), Pavel Vinogradov (1) |
| 7. srpna 1997      | start    | STS-85            | 11         | Vasilij Ciblijev (2), Alexandr Lazutkin (1), Michael Foale (4), Anatolij Solovjov (5), Pavel Vinogradov (1), Curtis Brown (4), Kent Rominger (3), Nancy Davisová (3), Robert Curbeam (1), Stephen Robinson (1), Bjarni Tryggvason (1)                                                       |
| 14. srpna 1997     | přistání | Sojuz TM-25 [Mir] | 9          | Michael Foale (4), Anatolij Solovjov (5), Pavel Vinogradov (1), Curtis Brown (4), Kent Rominger (3), Nancy Davisová (3), Robert Curbeam (1), Stephen Robinson (1), Bjarni Tryggvason (1) |
| 19. srpna 1997     | přistání | STS-85            | 3          | Michael Foale (4), Anatolij Solovjov (5), Pavel Vinogradov (1) |
| 26. září 1997      | start    | STS-86 [Mir]      | 10         | Michael Foale (4), Anatolij Solovjov (5), Pavel Vinogradov (1), James Wetherbee (4), Michael Bloomfield (1), Vladimir Titov (4), Scott Parazinski (2), Jean-Loup Chrétien (3), Wendy Lawrenceová (2), David Wolf (2)                                                                        |
| 6. října 1997      | přistání | STS-86 [Mir]      | 3          | Anatolij Solovjov (5), Pavel Vinogradov (1), David Wolf (2) |
| 19. listopadu 1997 | start    | STS-87            | 9          | Anatolij Solovjov (5), Pavel Vinogradov (1), David Wolf (2), Kevin Kregel (3), Steven Lindsey (1), Kaplana Chawlaová (1), Winston Scott (2), Takao Doi (1), Leonid Kadeňuk (1) |
| 5. prosince 1997   | přistání | STS-87            | 3          | Anatolij Solovjov (5), Pavel Vinogradov (1), David Wolf (2) |
| 23. ledna 1998     | start    | STS-89 [Mir]      | 10         | Anatolij Solovjov (5), Pavel Vinogradov (1), David Wolf (2), Terrence Wilcutt (3), Joe Edwards (1), James Reilly (1), Michael Anderson (1), Bonnie Dunbarová (5), Saližan Šaripov (1), Andrew Thomas (2)                                                                                    |
| 29. ledna 1998     | start    | Sojuz TM-27 [Mir] | 13         | Anatolij Solovjov (5), Pavel Vinogradov (1), David Wolf (2), Terrence Wilcutt (3), Joe Edwards (1), James Reilly (1), Michael Anderson (1), Bonnie Dunbarová (5), Saližan Šaripov (1), Andrew Thomas (2), Talgat Musabajev (2), Nikolaj Budarin (2), Léopold Eyharts (1)                    |
| 31. ledna 1998     | přistání | STS-89 [Mir]      | 6          | Anatolij Solovjov (5), Pavel Vinogradov (1), Andrew Thomas (2), Talgat Musabajev (2), Nikolaj Budarin (2), Léopold Eyharts (1) |
| 19. února 1998     | přistání | Sojuz TM-26 [Mir] | 3          | Andrew Thomas (2), Talgat Musabajev (2), Nikolaj Budarin (2) |
| 17. dubna 1998     | start    | STS-90            | 10         | Andrew Thomas (2), Talgat Musabajev (2), Nikolaj Budarin (2), Richard Searfoss (3), Scott Altman (1), Richard Linnehan (2), Kathryn Hireová (1), Dafydd Williams (1), Jay Buckey (1), James Pawelczyk (1)                                                                                   |
| 3. května 1998     | přistání | STS-90            | 3          | Andrew Thomas (2), Talgat Musabajev (2), Nikolaj Budarin (2) |
| 2. června 1998     | start    | STS-91 [Mir]      | 9          | Andrew Thomas (2), Talgat Musabajev (2), Nikolaj Budarin (2), Charles Precourt (4), Dominic Gorie (1), Franklin Chang-Diaz (6), Wendy Lawrenceová (3), Janet Kavandiová (1), Valerij Rjumin (4)                                                                                             |
| 12. června 1998    | přistání | STS-91 [Mir]      | 2          | Talgat Musabajev (2), Nikolaj Budarin (2) |
| 13. srpna 1998     | start    | Sojuz TM-28 [Mir] | 5          | Talgat Musabajev (2), Nikolaj Budarin (2), Gennadij Padalka (1), Sergej Avdějev (3), Jurij Baturin (1) |
| 25. srpna 1998     | přistání | Sojuz TM-27 [Mir] | 2          | Gennadij Padalka (1), Sergej Avdějev (3) |
| 29. října 1998     | start    | STS-95            | 9          | Gennadij Padalka (1), Sergej Avdějev (3), Curtis Brown (5), Steven Lindsey (2), Stephen Robinson (2), Scott Parazinski (3), Pedro Duque (1), Čiaki Mukaiová (2), John Glenn (2) |
| 7. listopadu 1998  | přistání | STS-95            | 2          | Gennadij Padalka (1), Sergej Avdějev (3) |
| 4. prosince 1998   | start    | STS-88 [ISS]      | 8          | Gennadij Padalka (1), Sergej Avdějev (3), Robert Cabana (4), Frederick Sturckow (1), Jerry Ross (6), Nancy Currieová (3), James Newman (3), Sergej Krikaljov (4) |
| 16. prosince 1998  | přistání | STS-88 [ISS]      | 2          | Gennadij Padalka (1), Sergej Avdějev (3) |
| 20. února 1999     | start    | Sojuz TM-29 [Mir] | 5          | Gennadij Padalka (1), Sergej Avdějev (3), Viktor Afanasjev (3), Jean-Pierre Haigneré (2), Ivan Bella (1) |
| 28. února 1999     | přistání | Sojuz TM-28 [Mir] | 3          | Sergej Avdějev (3), Viktor Afanasjev (3), Jean-Pierre Haigneré (2) |
| 27. května 1999    | start    | STS-96 [ISS]      | 10         | Sergej Avdějev (3), Viktor Afanasjev (3), Jean-Pierre Haigneré (2), Kent Rominger (4), Richard Husband (1), Tamara Jerniganová (5), Ellen Ochoaová (3), Daniel Barry (2), Julie Payetteová (1), Valerij Tokarev (1)                                                                         |
| 6. června 1999     | přistání | STS-96 [ISS]      | 3          | Sergej Avdějev (3), Viktor Afanasjev (3), Jean-Pierre Haigneré (2) |
| 23. července 1999  | start    | STS-93            | 8          | Sergej Avdějev (3), Viktor Afanasjev (3), Jean-Pierre Haigneré (2), Eileen Collinsová (3), Jeffrey Ashby (1), Catherine Colemanová (2), Steven Hawley (5), Michel Tognini (2) |
| 28. července 1999  | přistání | STS-93            | 3          | Sergej Avdějev (3), Viktor Afanasjev (3), Jean-Pierre Haigneré (2) |
| 28. srpna 1999     | přistání | Sojuz TM-29 [Mir] | 0          | |
| 20. prosince 1999  | start    | STS-103           | 7          | Curtis Brown (6), Scott Kelly (1), Steven Smith (3), Jean-François Clervoy (3), John Grunsfeld (3), Michael Foale (5), Claude Nicollier (4) |
| 28. prosince 1999  | přistání | STS-103           | 0          | |
| 11. února 2000     | start    | STS-99            | 6          | Kevin Kregel (4), Dominic Gorie (2), Gerhard Thiele (1), Janet Kavandiová (2), Janice Vossová (5), Mamoru Móri (2) |
| 22. února 2000     | přistání | STS-99            | 0          | |
| 4. dubna 2000      | start    | Sojuz TM-30 [Mir] | 2          | Sergej Zaljotin (1), Alexandr Kaleri (3) |
| 19. května 2000    | start    | STS-101 [ISS]     | 9          | Sergej Zaljotin (1), Alexandr Kaleri (3), James Halsell (5), Scott Horowitz (3), Mary Weberová (2), Jeffrey Williams (1), James Voss (4), Susan Helmsová (4), Jurij Usačov (3) |
| 29. května 2000    | přistání | STS-101 [ISS]     | 2          | Sergej Zaljotin (1), Alexandr Kaleri (3) |
| 16. června 2000    | přistání | Sojuz TM-30 [Mir] | 0          | |
| 8. září 2000       | start    | STS-106 [ISS]     | 7          | Terrence Wilcutt (4), Scott Altman (2), Edward Lu (2), Richard Mastracchio (1), Daniel Burbank (1), Jurij Malenčenko (2), Boris Morukov (1) |
| 20. září 2000      | přistání | STS-106 [ISS]     | 0          | |
| 11. října 2000     | start    | STS-92 [ISS]      | 7          | Brian Duffy (4), Pamela Melroyová (1), Leroy Chiao (3), William McArthur (3), Peter Wisoff (4), Michael López-Alegría (2), Kóiči Wakata (2) |
| 24. října 2000     | přistání | STS-92 [ISS]      | 0          | |
| 31. října 2000     | start    | Sojuz TM-31 [ISS] | 3          | Jurij Gidzenko (2), Sergej Krikaljov (5), William Shepherd (4) |
| 1. prosince 2000   | start    | STS-97 [ISS]      | 8          | Jurij Gidzenko (2), Sergej Krikaljov (5), William Shepherd (4), Brent Jett (3), Michael Bloomfield (2), Joseph Tanner (3), Marc Garneau (3), Carlos Noriega (2) |
| 11. prosince 2000  | přistání | STS-97 [ISS]      | 3          | Jurij Gidzenko (2), Sergej Krikaljov (5), William Shepherd (4) |

### 2001–2010
| datum změny        | změna    | mise                | počet lidí | lidé pobývající ve vesmíru po uskutečnění změny |
| ------------------ | -------- | ------------------- | ---------- | --- |
| 7. února 2001      | start    | STS-98 [ISS]        | 8          | Jurij Gidzenko (2), Sergej Krikaljov (5), William Shepherd (4), Kenneth Cockrell (4), Mark Polansky (1), Robert Curbeam (2), Marsha Ivinsová (5), Thomas Jones (4) |
| 20. února 2001     | přistání | STS-98 [ISS]        | 3          | Jurij Gidzenko (2), Sergej Krikaljov (5), William Shepherd (4) |
| 8. března 2001     | start    | STS-102 [ISS]       | 10         | Jurij Gidzenko (2), Sergej Krikaljov (5), William Shepherd (4), James Wetherbee (5), James Kelly (1), Andrew Thomas (3), Paul Richards (1), James Voss (5), Susan Helmsová (5), Jurij Usačov (4) |
| 21. března 2001    | přistání | STS-102 [ISS]       | 3          | James Voss (5), Susan Helmsová (5), Jurij Usačov (4) |
| 19. dubna 2001     | start    | STS-100 [ISS]       | 10         | James Voss (5), Susan Helmsová (5), Jurij Usačov (4), Kent Rominger (5), Jeffrey Ashby (2), Christopher Hadfield (2), John Phillips (1), Scott Parazinski (4), Umberto Guidoni (2), Jurij Lončakov (1)                                                                                                 |
| 28. dubna 2001     | start    | Sojuz TM-32 [ISS]   | 13         | James Voss (5), Susan Helmsová (5), Jurij Usačov (4), Kent Rominger (5), Jeffrey Ashby (2), Christopher Hadfield (2), John Phillips (1), Scott Parazinski (4), Umberto Guidoni (2), Jurij Lončakov (1), Talgat Musabajev (3), Jurij Baturin (2), Dennis Tito (1)                                       |
| 1. května 2001     | přistání | STS-100 [ISS]       | 6          | James Voss (5), Susan Helmsová (5), Jurij Usačov (4), Talgat Musabajev (3), Jurij Baturin (2), Dennis Tito (1) |
| 6. května 2001     | přistání | Sojuz TM-31 [ISS]   | 3          | James Voss (5), Susan Helmsová (5), Jurij Usačov (4) |
| 12. července 2001  | start    | STS-104 [ISS]       | 8          | James Voss (5), Susan Helmsová (5), Jurij Usačov (4), Steven Lindsey (3), Charles Hobaugh (1), Michale Gernhardt (4), Janet Kavandiová (3), James Reilly (2) |
| 25. července 2001  | přistání | STS-104 [ISS]       | 3          | James Voss (5), Susan Helmsová (5), Jurij Usačov (4) |
| 10. srpna 2001     | start    | STS-105 [ISS]       | 10         | James Voss (5), Susan Helmsová (5), Jurij Usačov (4), Scott Horowitz (4), Frederick Sturckow (2), Patrick Forrester (1), Daniel Barry (3), Frank Culbertson (3), Vladimir Děžurov (2), Michail Ťurin (1)                                                                                               |
| 22. srpna 2001     | přistání | STS-105 [ISS]       | 3          | Frank Culbertson (3), Vladimir Děžurov (2), Michail Ťurin (1) |
| 21. října 2001     | start    | Sojuz TM-33 [ISS]   | 6          | Frank Culbertson (3), Vladimir Děžurov (2), Michail Ťurin (1), Viktor Afanasjev (4), Claudie Haigneréová (2), Konstantin Kozejev (1) |
| 31. října 2001     | přistání | Sojuz TM-32 [ISS]   | 3          | Frank Culbertson (3), Vladimir Děžurov (2), Michail Ťurin (1) |
| 5. prosince 2001   | start    | STS-108 [ISS]       | 10         | Frank Culbertson (3), Vladimir Děžurov (2), Michail Ťurin (1), Dominic Gorie (3), Mark Kelly (1), Linda Godwinová (4), Daniel Tani (1), Carl Walz (4), Jurij Onufrijenko (2), Daniel Bursch (4) |
| 17. prosince 2001  | přistání | STS-108 [ISS]       | 3          | Carl Walz (4), Jurij Onufrijenko (2), Daniel Bursch (4) |
| 1. března 2002     | start    | STS-109             | 10         | Carl Walz (4), Jurij Onufrijenko (2), Daniel Bursch (4), Scott Altman (3), Duane Carey (1), John Grunsfeld (4), Nancy Currieová (4), Richard Linnehan (3), James Newman (4), Michael Massimino (1) |
| 12. března 2002    | přistání | STS-109             | 3          | Carl Walz (4), Jurij Onufrijenko (2), Daniel Bursch (4) |
| 8. dubna 2002      | start    | STS-110 [ISS]       | 10         | Carl Walz (4), Jurij Onufrijenko (2), Daniel Bursch (4), Michael Bloomfield (3), Stephen Frick (1), Rex Walheim (1), Ellen Ochoaová (4), Lee Morin (1), Jerry Ross (7), Steven Smith (4) |
| 19. dubna 2002     | přistání | STS-110 [ISS]       | 3          | Carl Walz (4), Jurij Onufrijenko (2), Daniel Bursch (4) |
| 25. dubna 2002     | start    | Sojuz TM-34 [ISS]   | 6          | Carl Walz (4), Jurij Onufrijenko (2), Daniel Bursch (4), Jurij Gidzenko (3), Roberto Vittori (1), Mark Shuttleworth (1) |
| 5. května 2002     | přistání | Sojuz TM-33 [ISS]   | 3          | Carl Walz (4), Jurij Onufrijenko (2), Daniel Bursch (4) |
| 5. června 2002     | start    | STS-111 [ISS]       | 10         | Carl Walz (4), Jurij Onufrijenko (2), Daniel Bursch (4), Kenneth Cockrell (5), Paul Lockhart (1), Philippe Perrin (1), Franklin Chang-Diaz (7), Peggy Whitsonová (1), Valerij Korzun (2), Sergej Treščov (1)                                                                                           |
| 19. června 2002    | přistání | STS-111 [ISS]       | 3          | Peggy Whitsonová (1), Valerij Korzun (2), Sergej Treščov (1) |
| 7. října 2002      | start    | STS-112 [ISS]       | 9          | Peggy Whitsonová (1), Valerij Korzun (2), Sergej Treščov (1), Jeffrey Ashby (3), Pamela Melroyová (2), David Wolf (3), Sandra Magnusová (1), Piers Sellers (1), Fjodor Jurčichin (1) |
| 18. října 2002     | přistání | STS-112 [ISS]       | 3          | Peggy Whitsonová (1), Valerij Korzun (2), Sergej Treščov (1) |
| 30. října 2002     | start    | Sojuz TMA-1 [ISS]   | 6          | Peggy Whitsonová (1), Valerij Korzun (2), Sergej Treščov (1), Sergej Zaljotin (2), Frank De Winne (1), Jurij Lončakov (2) |
| 10. listopadu 2002 | přistání | Sojuz TM-34 [ISS]   | 3          | Peggy Whitsonová (1), Valerij Korzun (2), Sergej Treščov (1) |
| 24. listopadu 2002 | start    | STS-113 [ISS]       | 10         | Peggy Whitsonová (1), Valerij Korzun (2), Sergej Treščov (1), James Wetherbee (6), Paul Lockhart (2), Michael López-Alegría (3), John Herrington (1), Kenneth Bowersox (5), Nikolaj Budarin (3), Donald Pettit (1)                                                                                     |
| 7. prosince 2002   | přistání | STS-113 [ISS]       | 3          | Kenneth Bowersox (5), Nikolaj Budarin (3), Donald Pettit (1) |
| 16. ledna 2003     | start    | STS-107             | 10         | Kenneth Bowersox (5), Nikolaj Budarin (3), Donald Pettit (1), Richard Husband (2), William McCool (1), David Brown (1), Kaplana Chawlaová (2), Michael Anderson (2), Laurel Clarková (1), Ilan Ramon (1)                                                                                               |
| 1. února 2003      | přistání | STS-107             | 3          | Kenneth Bowersox (5), Nikolaj Budarin (3), Donald Pettit (1) |
| 26. dubna 2003     | start    | Sojuz TMA-2 [ISS]   | 5          | Kenneth Bowersox (5), Nikolaj Budarin (3), Donald Pettit (1), Jurij Malenčenko (3), Edward Lu (3) |
| 4. května 2003     | přistání | Sojuz TMA-1 [ISS]   | 2          | Jurij Malenčenko (3), Edward Lu (3) |
| 15. října 2003     | start    | Šen-čou 5           | 3          | Jurij Malenčenko (3), Edward Lu (3), Jang Li-wej (1) |
| 15. října 2003     | přistání | Šen-čou 5           | 2          | Jurij Malenčenko (3), Edward Lu (3) |
| 18. října 2003     | start    | Sojuz TMA-3 [ISS]   | 5          | Jurij Malenčenko (3), Edward Lu (3), Alexandr Kaleri (4), Pedro Duque (2), Michael Foale (6) |
| 28. října 2003     | přistání | Sojuz TMA-2 [ISS]   | 2          | Alexandr Kaleri (4), Michael Foale (6) |
| 19. dubna 2004     | start    | Sojuz TMA-4 [ISS]   | 5          | Alexandr Kaleri (4), Michael Foale (6), Gennadij Padalka (2), André Kuipers (1), Michael Fincke (1) |
| 30. dubna 2004     | přistání | Sojuz TMA-3 [ISS]   | 2          | Gennadij Padalka (2), Michael Fincke (1) |
| 14. října 2004     | start    | Sojuz TMA-5 [ISS]   | 5          | Gennadij Padalka (2), Michael Fincke (1), Saližan Šaripov (2), Leroy Chiao (4), Jurij Šargin (1) |
| 24. října 2004     | přistání | Sojuz TMA-4 [ISS]   | 2          | Saližan Šaripov (2), Leroy Chiao (4) |
| 15. dubna 2005     | start    | Sojuz TMA-6 [ISS]   | 5          | Saližan Šaripov (2), Leroy Chiao (4), Sergej Krikaljov (6), John Phillips (2), Roberto Vittori (2) |
| 24. dubna 2005     | přistání | Sojuz TMA-5 [ISS]   | 2          | Sergej Krikaljov (6), John Phillips (2) |
| 26. července 2005  | start    | STS-114 [ISS]       | 9          | Sergej Krikaljov (6), John Phillips (2), Eileen Collinsová (4), James Kelly (2), Sóiči Noguči (1), Stephen Robinson (3), Andrew Thomas (4), Wendy Lawrenceová (4), Charles Camarda (1) |
| 9. srpna 2005      | přistání | STS-114 [ISS]       | 2          | Sergej Krikaljov (6), John Phillips (2) |
| 1. října 2005      | start    | Sojuz TMA-7 [ISS]   | 5          | Sergej Krikaljov (6), John Phillips (2), Valerij Tokarev (2), William McArthur (4), Gregory Olsen (1) |
| 11. října 2005     | přistání | Sojuz TMA-6 [ISS]   | 2          | Valerij Tokarev (2), William McArthur (4) |
| 12. října 2005     | start    | Šen-čou 6           | 4          | Valerij Tokarev (2), William McArthur (4), Fej Ťün-lung (1), Nie Chaj-šeng (1) |
| 16. října 2005     | přistání | Šen-čou 6           | 2          | Valerij Tokarev (2), William McArthur (4) |
| 30. března 2006    | start    | Sojuz TMA-8 [ISS]   | 5          | Valerij Tokarev (2), William McArthur (4), Pavel Vinogradov (2), Jeffrey Williams (2), Marcos Pontes (1) |
| 8. dubna 2006      | přistání | Sojuz TMA-7 [ISS]   | 2          | Pavel Vinogradov (2), Jeffrey Williams (2) |
| 4. července 2006   | start    | STS-121 [ISS]       | 9          | Pavel Vinogradov (2), Jeffrey Williams (2), Steven Lindsey (4), Mark Kelly (2), Michael Fossum (1), Lisa Nowaková (1), Piers Sellers (2), Stephanie Wilsonová (1), Thomas Reiter (2) |
| 17. července 2006  | přistání | STS-121 [ISS]       | 3          | Pavel Vinogradov (2), Jeffrey Williams (2), Thomas Reiter (2) |
| 9. září 2006       | start    | STS-115 [ISS]       | 9          | Pavel Vinogradov (2), Jeffrey Williams (2), Thomas Reiter (2), Brent Jett (4), Christopher Ferguson (1), Steven MacLean (2), Daniel Burbank (2), Heidemarie Stefanyshyn-Piperová (1), Joseph Tanner (4)                                                                                                |
| 18. září 2006      | start    | Sojuz TMA-9 [ISS]   | 12         | Pavel Vinogradov (2), Jeffrey Williams (2), Thomas Reiter (2), Brent Jett (4), Christopher Ferguson (1), Steven MacLean (2), Daniel Burbank (2), Heidemarie Stefanyshyn-Piperová (1), Joseph Tanner (4), Michail Ťurin (2), Michael López-Alegría (4), Anúše Ansáríová (1)                             |
| 21. září 2006      | přistání | STS-115 [ISS]       | 6          | Pavel Vinogradov (2), Jeffrey Williams (2), Thomas Reiter (2), Michail Ťurin (2), Michael López-Alegría (4), Anúše Ansáríová (1) |
| 29. září 2006      | přistání | Sojuz TMA-8 [ISS]   | 3          | Thomas Reiter (2), Michail Ťurin (2), Michael López-Alegría (4) |
| 10. prosince 2006  | start    | STS-116 [ISS]       | 10         | Thomas Reiter (2), Michail Ťurin (2), Michael López-Alegría (4), Mark Polansky (2), William Oefelein (1), Nicholas Patrick (1), Robert Curbeam (3), Christer Fuglesang (1), Joan Higginbothamová (1), Sunita Williamsová (1)                                                                           |
| 22. prosince 2006  | přistání | STS-116 [ISS]       | 3          | Michail Ťurin (2), Michael López-Alegría (4), Sunita Williamsová (1) |
| 7. dubna 2007      | start    | Sojuz TMA-10 [ISS]  | 6          | Michail Ťurin (2), Michael López-Alegría (4), Sunita Williamsová (1), Oleg Kotov (1), Fjodor Jurčichin (2), Charles Simonyi (1) |
| 21. dubna 2007     | přistání | Sojuz TMA-9 [ISS]   | 3          | Sunita Williamsová (1), Oleg Kotov (1), Fjodor Jurčichin (2) |
| 8. června 2007     | start    | STS-117 [ISS]       | 10         | Sunita Williamsová (1), Oleg Kotov (1), Fjodor Jurčichin (2), Frederick Sturckow (3), Lee Archambault (1), Patrick Forrester (2), Steven Swanson (1), John Olivas (1), James Reilly (3), Clayton Anderson (1)                                                                                          |
| 23. června 2007    | přistání | STS-117 [ISS]       | 3          | Oleg Kotov (1), Fjodor Jurčichin (2), Clayton Anderson (1) |
| 8. srpna 2007      | start    | STS-118 [ISS]       | 10         | Oleg Kotov (1), Fjodor Jurčichin (2), Clayton Anderson (1), Scott Kelly (2), Charles Hobaugh (2), Tracy Caldwellová (1), Richard Mastracchio (2), Dafydd Williams (2), Benjamin Drew (1), Barbara Morganová (1)                                                                                        |
| 21. srpna 2007     | přistání | STS-118 [ISS]       | 3          | Oleg Kotov (1), Fjodor Jurčichin (2), Clayton Anderson (1) |
| 10. října 2007     | start    | Sojuz TMA-11 [ISS]  | 6          | Oleg Kotov (1), Fjodor Jurčichin (2), Clayton Anderson (1), Jurij Malenčenko (4), Peggy Whitsonová (2), Sheikh Shukor (1) |
| 21. října 2007     | přistání | Sojuz TMA-10 [ISS]  | 3          | Clayton Anderson (1), Jurij Malenčenko (4), Peggy Whitsonová (2) |
| 23. října 2007     | start    | STS-120 [ISS]       | 10         | Clayton Anderson (1), Jurij Malenčenko (4), Peggy Whitsonová (2), Pamela Melroyová (3), George Zamka (1), Scott Parazynski (5), Stephanie Wilsonová (2), Douglas Wheelock (1), Paolo Nespoli (1), Daniel Tani (2)                                                                                      |
| 7. listopadu 2007  | přistání | STS-120 [ISS]       | 3          | Jurij Malenčenko (4), Peggy Whitsonová (2), Daniel Tani (2) |
| 7. února 2008      | start    | STS-122 [ISS]       | 10         | Jurij Malenčenko (4), Peggy Whitsonová (2), Daniel Tani (2), Stephen Frick (2), Alan Poindexter (1), Leland Melvin (1), Rex Walheim (2), Hans Schlegel (2), Stanley Love (1), Léopold Eyharts (2) |
| 20. února 2008     | přistání | STS-122 [ISS]       | 3          | Jurij Malenčenko (4), Peggy Whitsonová (2), Léopold Eyharts (2) |
| 11. března 2008    | start    | STS-123 [ISS]       | 10         | Jurij Malenčenko (4), Peggy Whitsonová (2), Léopold Eyharts (2), Dominic Gorie (4), Gregory H. Johnson (1), Robert Behnken (1), Michael Foreman (1), Richard Linnehan (4), Takao Doi (2), Garrett Reisman (1)                                                                                          |
| 27. března 2008    | přistání | STS-123 [ISS]       | 3          | Jurij Malenčenko (4), Peggy Whitsonová (2), Garrett Reisman (1) |
| 8. dubna 2008      | start    | Sojuz TMA-12 [ISS]  | 6          | Jurij Malenčenko (4), Peggy Whitsonová (2), Garrett Reisman (1), Sergej Volkov (1), Oleg Kononěnko (1), I So-jon (1) |
| 19. dubna 2008     | přistání | Sojuz TMA-11 [ISS]  | 3          | Garrett Reisman (1), Sergej Volkov (1), Oleg Kononěnko (1) |
| 31. května 2008    | start    | STS-124 [ISS]       | 10         | Garrett Reisman (1), Sergej Volkov (1), Oleg Kononěnko (1), Mark Kelly (3), Kenneth Ham (1), Karen Nybergová (1), Ronald Garan (1), Michael Fossum (2), Akihiko Hošide (1), Gregory Chamitoff (1) |
| 14. června 2008    | přistání | STS-124 [ISS]       | 3          | Sergej Volkov (1), Oleg Kononěnko (1), Gregory Chamitoff (1) |
| 25. září 2008      | start    | Šen-čou 7           | 6          | Sergej Volkov (1), Oleg Kononěnko (1), Gregory Chamitoff (1), Čaj Č’-kang (1), Liou Po-ming (1), Ťing Chaj-pcheng (1) |
| 28. září 2008      | přistání | Šen-čou 7           | 3          | Sergej Volkov (1), Oleg Kononěnko (1), Gregory Chamitoff (1) |
| 12. října 2008     | start    | Sojuz TMA-13 [ISS]  | 6          | Sergej Volkov (1), Oleg Kononěnko (1), Gregory Chamitoff (1), Jurij Lončakov (3), Michael Fincke (2), Richard Garriott (1) |
| 24. října 2008     | přistání | Sojuz TMA-12 [ISS]  | 3          | Gregory Chamitoff (1), Jurij Lončakov (3), Michael Fincke (2) |
| 15. listopadu 2008 | start    | STS-126 [ISS]       | 10         | Gregory Chamitoff (1), Jurij Lončakov (3), Michael Fincke (2), Christopher Ferguson (2), Eric Boe (1), Donald Pettit (2), Stephen Bowen (1), Heidemarie Stefanyshyn-Piperová (2), Robert Kimbrough (1), Sandra Magnusová (2)                                                                           |
| 30. listopadu 2008 | přistání | STS-126 [ISS]       | 3          | Jurij Lončakov (3), Michael Fincke (2), Sandra Magnusová (2) |
| 15. března 2009    | start    | STS-119 [ISS]       | 10         | Jurij Lončakov (3), Michael Fincke (2), Sandra Magnusová (2), Lee Archambault (2), Dominic Antonelli (1), Joseph Acabá (1), John Phillips (3), Steven Swanson (2), Richard Arnold (1), Kóiči Wakata (3)                                                                                                |
| 26. března 2009    | start    | Sojuz TMA-14 [ISS]  | 13         | Jurij Lončakov (3), Michael Fincke (2), Sandra Magnusová (2), Lee Archambault (2), Dominic Antonelli (1), Joseph Acabá (1), John Phillips (3), Steven Swanson (2), Richard Arnold (1), Kóiči Wakata (3), Gennadij Padalka (3), Michael Barratt (1), Charles Simonyi (2)                                |
| 28. března 2009    | přistání | STS-119 [ISS]       | 6          | Jurij Lončakov (3), Michael Fincke (2), Kóiči Wakata (3), Gennadij Padalka (3), Michael Barratt (1), Charles Simonyi (2) |
| 8. dubna 2009      | přistání | Sojuz TMA-13 [ISS]  | 3          | Kóiči Wakata (3), Gennadij Padalka (3), Michael Barratt (1) |
| 11. května 2009    | start    | STS-125             | 10         | Kóiči Wakata (3), Gennadij Padalka (3), Michael Barratt (1), Scott Altman (4), Gregory C. Johnson (1), Michael Good (1), Katherine McArthurová (1), John Grunsfeld (5), Michael Massimino (2), Andrew Feustel (1)                                                                                      |
| 24. května 2009    | přistání | STS-125             | 3          | Kóiči Wakata (3), Gennadij Padalka (3), Michael Barratt (1) |
| 27. května 2009    | start    | Sojuz TMA-15 [ISS]  | 6          | Kóiči Wakata (3), Gennadij Padalka (3), Michael Barratt (1), Roman Romaněnko (1), Frank De Winne (2), Robert Thirsk (2) |
| 15. července 2009  | start    | STS-127 [ISS]       | 13         | Kóiči Wakata (3), Gennadij Padalka (3), Michael Barratt (1), Roman Romaněnko (1), Frank De Winne (2), Robert Thirsk (2), Mark Polansky (3), Douglas Hurley (1), Christopher Cassidy (1), Julie Payetteová (2), Thomas Marshburn (1), David Wolf (4), Timothy Kopra (1)                                 |
| 31. července 2009  | přistání | STS-127 [ISS]       | 6          | Gennadij Padalka (3), Michael Barratt (1), Roman Romaněnko (1), Frank De Winne (2), Robert Thirsk (2), Timothy Kopra (1) |
| 29. srpna 2009     | start    | STS-128 [ISS]       | 13         | Gennadij Padalka (3), Michael Barratt (1), Roman Romaněnko (1), Frank De Winne (2), Robert Thirsk (2), Timothy Kopra (1), Frederick Sturckow (4), Kevin Ford (1), Patrick Forrester (3), José Moreno Hernández (1), John Olivas (2), Christer Fuglesang (2), Nicole Scottová (1)                       |
| 12. září 2009      | přistání | STS-128 [ISS]       | 6          | Gennadij Padalka (3), Michael Barratt (1), Roman Romaněnko (1), Frank De Winne (2), Robert Thirsk (2), Nicole Scottová (1) |
| 30. září 2009      | start    | Sojuz TMA-16 [ISS]  | 9          | Gennadij Padalka (3), Michael Barratt (1), Roman Romaněnko (1), Frank De Winne (2), Robert Thirsk (2), Nicole Scottová (1), Maxim Surajev (1), Jeffrey Williams (3), Guy Laliberté (1) |
| 11. října 2009     | přistání | Sojuz TMA-14 [ISS]  | 6          | Roman Romaněnko (1), Frank De Winne (2), Robert Thirsk (2), Nicole Scottová (1), Maxim Surajev (1), Jeffrey Williams (3) |
| 16. listopadu 2009 | start    | STS-129 [ISS]       | 12         | Roman Romaněnko (1), Frank De Winne (2), Robert Thirsk (2), Nicole Scottová (1), Maxim Surajev (1), Jeffrey Williams (3), Charles Hobaugh (3), Barry Wilmore (1), Leland Melvin (2), Randolph Bresnik (1), Michael Foreman (2), Robert Satcher (1)                                                     |
| 27. listopadu 2009 | přistání | STS-129 [ISS]       | 5          | Roman Romaněnko (1), Frank De Winne (2), Robert Thirsk (2), Maxim Surajev (1), Jeffrey Williams (3), |
| 1. prosince 2009   | přistání | Sojuz TMA-15 [ISS]  | 2          | Maxim Surajev (1), Jeffrey Williams (3) |
| 20. prosince 2009  | start    | Sojuz TMA-17 [ISS]  | 5          | Maxim Surajev (1), Jeffrey Williams (3), Oleg Kotov (2), Sóiči Noguči (2), Timothy Creamer (1) |
| 8. února 2010      | start    | STS-130 [ISS]       | 11         | Maxim Surajev (1), Jeffrey Williams (3), Oleg Kotov (2), Sóiči Noguči (2), Timothy Creamer (1), George Zamka (2), Terry Virts (1), Robert Behnken (2), Nicholas Patrick (2), Kathryn Hireová (2), Stephen Robinson (4)                                                                                 |
| 22. února 2010     | přistání | STS-130 [ISS]       | 5          | Maxim Surajev (1), Jeffrey Williams (3), Oleg Kotov (2), Sóiči Noguči (2), Timothy Creamer (1) |
| 18. března 2010    | přistání | Sojuz TMA-16 [ISS]  | 3          | Oleg Kotov (2), Sóiči Noguči (2), Timothy Creamer (1) |
| 2. dubna 2010      | start    | Sojuz TMA-18 [ISS]  | 6          | Oleg Kotov (2), Sóiči Noguči (2), Timothy Creamer (1), Alexandr Skvorcov (1), Michail Kornijenko (1), Tracy Caldwellová (2) |
| 5. dubna 2010      | start    | STS-131 [ISS]       | 13         | Oleg Kotov (2), Sóiči Noguči (2), Timothy Creamer (1), Alexandr Skvorcov (1), Michail Kornijenko (1), Tracy Caldwellová (2), Alan Poindexter (2), James Dutton (1), Richard Mastracchio (3), Dorothy Metcalf-Lindenburgerová (1), Stephanie Wilsonová (3), Naoko Jamazakiová (1), Clayton Anderson (2) |
| 20. dubna 2010     | přistání | STS-131 [ISS]       | 6          | Oleg Kotov (2), Sóiči Noguči (2), Timothy Creamer (1), Alexandr Skvorcov (1), Michail Kornijenko (1), Tracy Caldwellová (2) |
| 14. května 2010    | start    | STS-132 [ISS]       | 12         | Oleg Kotov (2), Sóiči Noguči (2), Timothy Creamer (1), Alexandr Skvorcov (1), Michail Kornijenko (1), Tracy Caldwellová (2), Kenneth Ham (2), Dominic Antonelli (2), Garrett Reisman (2), Michael Good (2), Stephen Bowen (2), Piers Sellers (3)                                                       |
| 26. května 2010    | přistání | STS-132 [ISS]       | 6          | Oleg Kotov (2), Sóiči Noguči (2), Timothy Creamer (1), Alexandr Skvorcov (1), Michail Kornijenko (1), Tracy Caldwellová (2) |
| 2. června 2010     | přistání | Sojuz TMA-17 [ISS]  | 3          | Alexandr Skvorcov (1), Michail Kornijenko (1), Tracy Caldwellová (2) |
| 15. června 2010    | start    | Sojuz TMA-19 [ISS]  | 6          | Alexandr Skvorcov (1), Michail Kornijenko (1), Tracy Caldwellová (2), Fjodor Jurčichin (3), Shannon Walkerová (1), Douglas Wheelock (2) |
| 25. září 2010      | přistání | Sojuz TMA-18 [ISS]  | 3          | Fjodor Jurčichin (3), Shannon Walkerová (1), Douglas Wheelock (2) |
| 7. října 2010      | start    | Sojuz TMA-01M [ISS] | 6          | Fjodor Jurčichin (3), Shannon Walkerová (1), Douglas Wheelock (2), Alexandr Kaleri (5), Oleg Skripočka (1), Scott Kelly (3) |
| 26. listopadu 2010 | přistání | Sojuz TMA-19 [ISS]  | 3          | Alexandr Kaleri (5), Oleg Skripočka (1), Scott Kelly (3) |
| 15. prosince 2010  | start    | Sojuz TMA-20 [ISS]  | 6          | Alexandr Kaleri (5), Oleg Skripočka (1), Scott Kelly (3), Dmitrij Kondraťjev (1), Paolo Nespoli (2), Catherine Colemanová (3) |

### 2010–2020
| datum změny        | změna    | mise                       | počet lidí | lidé pobývající ve vesmíru po uskutečnění změny |
| ------------------ | -------- | -------------------------- | ---------- | --- |
| 24. února 2011     | start    | STS-133 [ISS]              | 12         | Alexandr Kaleri (5), Oleg Skripočka (1), Scott Kelly (3), Dmitrij Kondraťjev (1), Paolo Nespoli (2), Catherine Colemanová (3), Steven Lindsey (5), Eric Boe (2), Benjamin Drew (2), Stephen Bowen (3), Michael Barratt (2), Nicole Scottová (2)                   |
| 9. března 2011     | přistání | STS-133 [ISS]              | 6          | Alexandr Kaleri (5), Oleg Skripočka (1), Scott Kelly (3), Dmitrij Kondraťjev (1), Paolo Nespoli (2), Catherine Colemanová (3) |
| 16. března 2011    | přistání | Sojuz TMA-01M [ISS]        | 3          | Dmitrij Kondraťjev (1), Paolo Nespoli (2), Catherine Colemanová (3) |
| 4. dubna 2011      | start    | Sojuz TMA-21 [ISS]         | 6          | Dmitrij Kondraťjev (1), Paolo Nespoli (2), Catherine Colemanová (3), Alexandr Samokuťajev (1), Andrej Borisenko (1), Ronald Garan (2) |
| 16. května 2011    | start    | STS-134 [ISS]              | 12         | Dmitrij Kondraťjev (1), Paolo Nespoli (2), Catherine Colemanová (3), Alexandr Samokuťajev (1), Andrej Borisenko (1), Ronald Garan (2), Mark Kelly (4), Gregory H. Johnson (2), Michael Fincke (3), Gregory Chamitoff (2), Andrew Feustel (2), Roberto Vittori (3) |
| 24. května 2011    | přistání | Sojuz TMA-20 [ISS]         | 9          | Alexandr Samokuťajev (1), Andrej Borisenko (1), Ronald Garan (2), Mark Kelly (4), Gregory Johnson (2), Michael Fincke (3), Gregory Chamitoff (2), Andrew Feustel (2), Roberto Vittori (3)                                                                         |
| 1. června 2011     | přistání | STS-134 [ISS]              | 3          | Alexandr Samokuťajev (1), Andrej Borisenko (1), Ronald Garan (2) |
| 7. června 2011     | start    | Sojuz TMA-02M [ISS]        | 6          | Alexandr Samokuťajev (1), Andrej Borisenko (1), Ronald Garan (2), Sergej Volkov (2), Satoši Furukawa (1), Michael Fossum (3) |
| 8. července 2011   | start    | STS-135 [ISS]              | 10         | Alexandr Samokuťajev (1), Andrej Borisenko (1), Ronald Garan (2), Sergej Volkov (2), Satoši Furukawa (1), Michael Fossum (3), Christopher Ferguson (3), Douglas Hurley (2), Sandra Magnusová (3), Rex Walheim (3)                                                 |
| 21. července 2011  | přistání | STS-135 [ISS]              | 6          | Alexandr Samokuťajev (1), Andrej Borisenko (1), Ronald Garan (2), Sergej Volkov (2), Satoši Furukawa (1), Michael Fossum (3) |
| 16. září 2011      | přistání | Sojuz TMA-21 [ISS]         | 3          | Sergej Volkov (2), Satoši Furukawa (1), Michael Fossum (3) |
| 14. listopadu 2011 | start    | Sojuz TMA-22 [ISS]         | 6          | Sergej Volkov (2), Satoši Furukawa (1), Michael Fossum (3), Anton Škaplerov (1), Anatolij Ivanišin (1), Daniel Burbank (3) |
| 22. listopadu 2011 | přistání | Sojuz TMA-02M [ISS]        | 3          | Anton Škaplerov (1), Anatolij Ivanišin (1), Daniel Burbank (3) |
| 21. prosince 2011  | start    | Sojuz TMA-03M [ISS]        | 6          | Anton Škaplerov (1), Anatolij Ivanišin (1), Daniel Burbank (3), Oleg Kononěnko (2), André Kuipers (2), Donald Pettit (3) |
| 27. dubna 2012     | přistání | Sojuz TMA-22 [ISS]         | 3          | Oleg Kononěnko (2), André Kuipers (2), Donald Pettit (3) |
| 15. května 2012    | start    | Sojuz TMA-04M [ISS]        | 6          | Oleg Kononěnko (2), André Kuipers (2), Donald Pettit (3), Gennadij Padalka (4), Sergej Revin (1), Joseph Acabá (2) |
| 16. června 2012    | start    | Šen-čou 9 [Tchien-kung 1]  | 9          | Oleg Kononěnko (2), André Kuipers (2), Donald Pettit (3), Gennadij Padalka (4), Sergej Revin (1), Joseph Acabá (2), Ťing Chaj-pcheng (2), Liou Wang (1), Liou Jang (1)                                                                                            |
| 29. června 2012    | přistání | Šen-čou 9 [Tchien-kung 1]  | 6          | Oleg Kononěnko (2), André Kuipers (2), Donald Pettit (3), Gennadij Padalka (4), Sergej Revin (1), Joseph Acabá (2) |
| 1. července 2012   | přistání | Sojuz TMA-03M [ISS]        | 3          | Gennadij Padalka (4), Sergej Revin (1), Joseph Acabá (2) |
| 15. července 2012  | start    | Sojuz TMA-05M [ISS]        | 6          | Gennadij Padalka (4), Sergej Revin (1), Joseph Acabá (2), Jurij Malenčenko (5), Sunita Williamsová (2), Akihiko Hošide (2) |
| 17. září 2012      | přistání | Sojuz TMA-04M [ISS]        | 3          | Jurij Malenčenko (5), Sunita Williamsová (2), Akihiko Hošide (2) |
| 23. října 2012     | start    | Sojuz TMA-06M [ISS]        | 6          | Jurij Malenčenko (5), Sunita Williamsová (2), Akihiko Hošide (2), Oleg Novickij (1), Jevgenij Tarelkin (1), Kevin Ford (2) |
| 19. listopadu 2012 | přistání | Sojuz TMA-05M [ISS]        | 3          | Oleg Novickij (1), Jevgenij Tarelkin (1), Kevin Ford (2) |
| 19. prosince 2012  | start    | Sojuz TMA-07M [ISS]        | 6          | Oleg Novickij (1), Jevgenij Tarelkin (1), Kevin Ford (2), Roman Romaněnko (2), Christopher Hadfield (3), Thomas Marshburn (2) |
| 16. března 2013    | přistání | Sojuz TMA-06M [ISS]        | 3          | Roman Romaněnko (2), Christopher Hadfield (3), Thomas Marshburn (2) |
| 28. března 2013    | start    | Sojuz TMA-08M [ISS]        | 6          | Roman Romaněnko (2), Christopher Hadfield (3), Thomas Marshburn (2), Pavel Vinogradov (3), Alexandr Misurkin (1), Christopher Cassidy (2) |
| 14. května 2013    | přistání | Sojuz TMA-07M [ISS]        | 3          | Pavel Vinogradov (3), Alexandr Misurkin (1), Christopher Cassidy (2) |
| 28. května 2013    | start    | Sojuz TMA-09M [ISS]        | 6          | Pavel Vinogradov (3), Alexandr Misurkin (1), Christopher Cassidy (2), Fjodor Jurčichin (4), Luca Parmitano (1), Karen Nybergová (2) |
| 11. června 2013    | start    | Šen-čou 10 [Tchien-kung 1] | 9          | Pavel Vinogradov (3), Alexandr Misurkin (1), Christopher Cassidy (2), Fjodor Jurčichin (4), Luca Parmitano (1), Karen Nybergová (2), Nie Chaj-šeng (2), Čang Siao-kuang (1), Wang Ja-pching (1)                                                                   |
| 26. června 2013    | přistání | Šen-čou 10 [Tchien-kung 1] | 6          | Pavel Vinogradov (3), Alexandr Misurkin (1), Christopher Cassidy (2), Fjodor Jurčichin (4), Luca Parmitano (1), Karen Nybergová (2) |
| 11. září 2013      | přistání | Sojuz TMA-08M [ISS]        | 3          | Fjodor Jurčichin (4), Luca Parmitano (1), Karen Nybergová (2) |
| 25. září 2013      | start    | Sojuz TMA-10M [ISS]        | 6          | Fjodor Jurčichin (4), Luca Parmitano (1), Karen Nybergová (2), Oleg Kotov (3), Sergej Rjazanskij (1), Michael Hopkins (1) |
| 7. listopadu 2013  | start    | Sojuz TMA-11M [ISS]        | 9          | Fjodor Jurčichin (4), Luca Parmitano (1), Karen Nybergová (2), Oleg Kotov (3), Sergej Rjazanskij (1), Michael Hopkins (1), Michail Ťurin (3), Richard Mastracchio (4), Kóiči Wakata (4)                                                                           |
| 11. listopadu 2013 | přistání | Sojuz TMA-09M [ISS]        | 6          | Oleg Kotov (3), Sergej Rjazanskij (1), Michael Hopkins (1), Michail Ťurin (3), Richard Mastracchio (4), Kóiči Wakata (4) |
| 11. března 2014    | přistání | Sojuz TMA-10M [ISS]        | 3          | Michail Ťurin (3), Richard Mastracchio (4), Kóiči Wakata (4) |
| 25. března 2014    | start    | Sojuz TMA-12M [ISS]        | 6          | Michail Ťurin (3), Richard Mastracchio (4), Kóiči Wakata (4), Alexandr Skvorcov (2), Oleg Artěmjev (1), Steven Swanson (3) |
| 14. května 2014    | přistání | Sojuz TMA-11M [ISS]        | 3          | Alexandr Skvorcov (2), Oleg Artěmjev (1), Steven Swanson (3) |
| 28. května 2014    | start    | Sojuz TMA-13M [ISS]        | 6          | Alexandr Skvorcov (2), Oleg Artěmjev (1), Steven Swanson (3), Maxim Surajev (2), Gregory Wiseman (1), Alexander Gerst (1) |
| 11. září 2014      | přistání | Sojuz TMA-12M [ISS]        | 3          | Maxim Surajev (2), Gregory Wiseman (1), Alexander Gerst (1) |
| 25. září 2014      | start    | Sojuz TMA-14M [ISS]        | 6          | Maxim Surajev (2), Gregory Wiseman (1), Alexander Gerst (1), Alexandr Samokuťajev (2), Jelena Serovová (1), Barry Wilmore (2) |
| 10. listopadu 2014 | přistání | Sojuz TMA-13M [ISS]        | 3          | Alexandr Samokuťajev (2), Jelena Serovová (1), Barry Wilmore (2) |
| 23. listopadu 2014 | start    | Sojuz TMA-15M [ISS]        | 6          | Alexandr Samokuťajev (2), Jelena Serovová (1), Barry Wilmore (2), Anton Škaplerov (2), Samantha Cristoforettiová (1), Terry Virts (2) |
| 12. března 2015    | přistání | Sojuz TMA-14M [ISS]        | 3          | Anton Škaplerov (2), Samantha Cristoforettiová (1), Terry Virts (2) |
| 27. března 2015    | start    | Sojuz TMA-16M [ISS]        | 6          | Anton Škaplerov (2), Samantha Cristoforettiová (1), Terry Virts (2), Gennadij Padalka (5), Michail Kornijenko (2), Scott Kelly (4) |
| 11. června 2015    | přistání | Sojuz TMA-15M [ISS]        | 3          | Gennadij Padalka (5), Michail Kornijenko (2), Scott Kelly (4) |
| 22. července 2015  | start    | Sojuz TMA-17M [ISS]        | 6          | Gennadij Padalka (5), Michail Kornijenko (2), Scott Kelly (4), Oleg Kononěnko (3), Kimija Jui (1), Kjell Lindgren (1) |
| 2. září 2015       | start    | Sojuz TMA-18M [ISS]        | 9          | Gennadij Padalka (5), Michail Kornijenko (2), Scott Kelly (4), Oleg Kononěnko (3), Kimija Jui (1), Kjell Lindgren (1), Sergej Volkov (3), Andreas Mogensen (1), Ajdyn Aimbetov (1)                                                                                |
| 12. září 2015      | přistání | Sojuz TMA-16M [ISS]        | 6          | Michail Kornijenko (2), Scott Kelly (4), Oleg Kononěnko (3), Kimija Jui (1), Kjell Lindgren (1), Sergej Volkov (3) |
| 11. prosince 2015  | přistání | Sojuz TMA-17M [ISS]        | 3          | Michail Kornijenko (2), Scott Kelly (4), Sergej Volkov (3) |
| 15. prosince 2015  | start    | Sojuz TMA-19M [ISS]        | 6          | Michail Kornijenko (2), Scott Kelly (4), Sergej Volkov (3), Jurij Malenčenko (6), Timothy Kopra (2), Timothy Peake (1) |
| 2. března 2016     | přistání | Sojuz TMA-18M [ISS]        | 3          | Jurij Malenčenko (6), Timothy Kopra (2), Timothy Peake (1) |
| 18. března 2016    | start    | Sojuz TMA-20M [ISS]        | 6          | Jurij Malenčenko (6), Timothy Kopra (2), Timothy Peake (1), Alexej Ovčinin (1), Oleg Skripočka (2), Jeffrey Williams (4) |
| 18. června 2016    | přistání | Sojuz TMA-19M [ISS]        | 3          | Alexej Ovčinin (1), Oleg Skripočka (2), Jeffrey Williams (4) |
| 7. července 2016   | start    | Sojuz МS-01 [ISS]          | 6          | Alexej Ovčinin (1), Oleg Skripočka (2), Jeffrey Williams (4), Anatolij Ivanišin (2), Takuja Óniši (1), Kathleen Rubinsová (1) |
| 7. září 2016       | přistání | Sojuz TMA-20M [ISS]        | 3          | Anatolij Ivanišin (2), Takuja Óniši (1), Kathleen Rubinsová (1) |
| 16. října 2016     | start    | Šen-čou 11 [Tchien-kung-2] | 5          | Anatolij Ivanišin (2), Takuja Óniši (1), Kathleen Rubinsová (1), Ťing Chaj-pcheng (3), Čchen Tung (1) |
| 19. října 2016     | start    | Sojuz MS-02 [ISS]          | 8          | Anatolij Ivanišin (2), Takuja Óniši (1), Kathleen Rubinsová (1), Ťing Chaj-pcheng (3), Čchen Tung (1), Sergej Ryžikov (1), Andrej Borisenko (2), Robert Kimbrough (2)                                                                                             |
| 30. října 2016     | přistání | Sojuz МS-01 [ISS]          | 5          | Ťing Chaj-pcheng (3), Čchen Tung (1), Sergej Ryžikov (1), Andrej Borisenko (2), Robert Kimbrough (2) |
| 17. listopadu 2016 | start    | Sojuz MS-03 [ISS]          | 8          | Ťing Chaj-pcheng (3), Čchen Tung (1), Sergej Ryžikov (1), Andrej Borisenko (2), Robert Kimbrough (2), Oleg Novickij (2), Thomas Pesquet (1), Peggy Whitsonová (3)                                                                                                 |
| 18. listopadu 2016 | přistání | Šen-čou 11 [Tchien-kung-2] | 6          | Sergej Ryžikov (1), Andrej Borisenko (2), Robert Kimbrough (2), Oleg Novickij (2), Thomas Pesquet (1), Peggy Whitsonová (3) |
| 10. dubna 2017     | přistání | Sojuz MS-02 [ISS]          | 3          | Oleg Novickij (2), Thomas Pesquet (1), Peggy Whitsonová (3) |
| 20. dubna 2017     | start    | Sojuz MS-04 [ISS]          | 6          | Oleg Novickij (2), Thomas Pesquet (1), Peggy Whitsonová (3), Fjodor Jurčichin (5), Jack Fischer (1) |
| 2. června 2017     | přistání | Sojuz MS-03 [ISS]          | 3          | Peggy Whitsonová (3), Fjodor Jurčichin (5), Jack Fischer (1) |
| 28. července 2017  | start    | Sojuz MS-05 [ISS]          | 6          | Peggy Whitsonová (3), Fjodor Jurčichin (5), Jack Fischer (1), Sergej Rjazanskij (2), Randolph Bresnik (2), Paolo Nespoli (3) |
| 3. září 2017       | přistání | Sojuz MS-04 [ISS]          | 3          | Sergej Rjazanskij (2), Randolph Bresnik (2), Paolo Nespoli (3) |
| 12. září 2017      | start    | Sojuz MS-06 [ISS]          | 6          | Sergej Rjazanskij (2), Randolph Bresnik (2), Paolo Nespoli (3), Alexandr Misurkin (2), Mark Vande Hei (1), Joseph Acabá (3) |
| 14. prosince 2017  | přistání | Sojuz MS-05 [ISS]          | 3          | Alexandr Misurkin (2), Mark Vande Hei (1), Joseph Acabá (3) |
| 17. prosince 2017  | start    | Sojuz MS-07 [ISS]          | 6          | Alexandr Misurkin (2), Mark Vande Hei (1), Joseph Acabá (3), Anton Škaplerov (3), Scott Tingle (1), Norišige Kanai (1) |
| 28. února 2018     | přistání | Sojuz MS-06 [ISS]          | 3          | Anton Škaplerov (3), Scott Tingle (1), Norišige Kanai (1) |
| 21. března 2018    | start    | Sojuz MS-08 [ISS]          | 6          | Anton Škaplerov (3), Scott Tingle (1), Norišige Kanai (1), Oleg Artěmjev (2), Andrew Feustel (3), Richard Arnold (2) |
| 3. června 2018     | přistání | Sojuz MS-07 [ISS]          | 3          | Oleg Artěmjev (2), Andrew Feustel (3), Richard Arnold (2) |
| 6. června 2018     | start    | Sojuz MS-09 [ISS]          | 6          | Oleg Artěmjev (2), Andrew Feustel (3), Richard Arnold (2), Sergej Prokopjev (1), Alexander Gerst (2), Serena Auñónová (1) |
| 4. října 2018      | přistání | Sojuz MS-08 [ISS]          | 3          | Sergej Prokopjev (1), Alexander Gerst (2), Serena Auñónová (1) |
| 3. prosince 2018   | start    | Sojuz MS-11 [ISS]          | 6          | Sergej Prokopjev (1), Alexander Gerst (2), Serena Auñónová (1), Oleg Kononěnko (4), David Saint-Jacques (1), Anne McClainová (1) |
| 20. prosince 2018  | přistání | Sojuz MS-09 [ISS]          | 3          | Oleg Kononěnko (4), David Saint-Jacques (1), Anne McClainová (1) |
| 14. března 2019    | start    | Sojuz MS-12 [ISS]          | 6          | Oleg Kononěnko (4), David Saint-Jacques (1), Anne McClainová (1), Alexej Ovčinin (2), Nick Hague (2), Christina Kochová (1) |
| 25. června 2019    | přistání | Sojuz MS-11 [ISS]          | 3          | Alexej Ovčinin (2), Nick Hague (2), Christina Kochová (1) |
| 20. července 2019  | start    | Sojuz MS-13 [ISS]          | 6          | Alexej Ovčinin (2), Nick Hague (2), Christina Kochová (1), Alexandr Skvorcov (3), Luca Parmitano (2), Andrew Morgan (1) |
| 25. září 2019      | start    | Sojuz MS-15 [ISS]          | 9          | Alexej Ovčinin (2), Nick Hague (2), Christina Kochová (1), Alexandr Skvorcov (3), Luca Parmitano (2), Andrew Morgan (1), Oleg Skripočka (3), Jessica Meirová (1), Hazzá al-Mansúrí (1)                                                                            |
| 3. října 2019      | přistání | Sojuz MS-12 [ISS]          | 6          | Christina Kochová (1), Alexandr Skvorcov (3), Luca Parmitano (2), Andrew Morgan (1), Oleg Skripočka (3), Jessica Meirová (1) |
| 6. února 2020      | přistání | Sojuz MS-13 [ISS]          | 3          | Andrew Morgan (1), Oleg Skripočka (3), Jessica Meirová (1) |
| 9. dubna 2020      | start    | Sojuz MS-16 [ISS]          | 6          | Andrew Morgan (1), Oleg Skripočka (3), Jessica Meirová (1), Anatolij Ivanišin (3), Ivan Vagner (1), Christopher Cassidy (3) |
| 17. dubna 2020     | přistání | Sojuz MS-15 [ISS]          | 3          | Anatolij Ivanišin (3), Ivan Vagner (1), Christopher Cassidy (3) |
| 30. května 2020    | start    | Crew Dragon Demo 2 [ISS]   | 5          | Anatolij Ivanišin (3), Ivan Vagner (1), Christopher Cassidy (3), Douglas Hurley (3), Robert Behnken (3) |
| 2. srpna 2020      | přistání | Crew Dragon Demo-2 [ISS]   | 3          | Anatolij Ivanišin (3), Ivan Vagner (1), Christopher Cassidy (3) |
| 14. října 2020     | start    | Sojuz MS-17 [ISS]          | 6          | Anatolij Ivanišin (3), Ivan Vagner (1), Christopher Cassidy (3), Sergej Ryžikov (2), Sergej Kuď-Sverčkov (1), Kathleen Rubinsová (2) |
| 22. října 2020     | přistání | Sojuz MS-16 [ISS]          | 3          | Sergej Ryžikov (2), Sergej Kuď-Sverčkov (1), Kathleen Rubinsová (2) |
| 16. listopadu 2020 | start    | SpaceX Crew-1 [ISS]        | 7          | Sergej Ryžikov (2), Sergej Kuď-Sverčkov (1), Kathleen Rubinsová (2), Michael Hopkins (2), Victor Glover (1), Sóiči Noguči (3), Shannon Walkerová (2) |

### 2021 a dál
Další vývoj počtu lidí vývoj je uveden na stránce s přehledem kosmických letů od roku 2020.